# Geschichte Trinidad und Tobagos
Die Geschichte Trinidad und Tobagos umfasst die Entwicklungen auf dem Gebiet der Republik Trinidad und Tobago von der Urgeschichte bis zur Gegenwart. Trinidad und Tobago, die zu den Kleinen Antillen in der Karibik gehören, wurden am 31. August 1962 vom Vereinigten Königreich unabhängig. Seit dem 1. August 1976 sind die Inseln eine Republik. Trinidad wurde am 31. Juli 1498 von Christoph Kolumbus auf seiner dritten Reise entdeckt. Im 16. Jahrhundert wurde es Teil des Spanischen Kolonialreiches, während die Herrschaft über Tobago bis ins 18. Jahrhundert häufig wechselte. Zum Ende des 18. Jahrhunderts wurden beide Inseln Britische Kolonie, was sie bis zum 20. Jahrhundert blieben. Nach dem Zweiten Weltkrieg gewannen die Inseln zunehmend mehr Autonomie, bis sie 1962 vom Vereinigten Königreich unabhängig wurden.

## Frühgeschichte
Die Erstbesiedelung der zu den Kleinen Antillen in der Karibik gehörenden Insel Trinidad durch Jäger und Sammler fand vor mindestens 7000 Jahren statt. Somit handelt es sich um die am frühesten besiedelte Insel der Karibik. Als erste keramische Kultur besiedelten die Saladoiden um 250 v. Chr. Trinidad und Tobago. Sie hatten über die gesamten Antillen bis Hispaniola ein Handelsnetz gespannt, das auch das nördliche Südamerika mit einschloss. Auch den Ackerbau brachten die Saladoiden auf die Inseln. Spuren der Saladoiden finden sich unter anderem in Blanchisseuse. Zur Zeit des Erstkontakts mit Europäern lebten auf Trinidad die Arawak, ein aus Südamerika stammendes indigenes Volk. Die arawakisch sprechenden Volksstämme wie Nepoya und Suppoyo hatten die Saladoiden im 7. bis 9. Jahrhundert n. Chr. von den Inseln der Karibik verdrängt, während sich karibische Gruppen ab 1200 n. Chr. auf den Antillen niederließen. Tobago dagegen wurde von Insel-Kariben und Galibi bewohnt.

## Entdeckung durch Christoph Columbus und Kolonialisierung (1498 bis 1797)

### Spanische Kolonie Trinidad

Christoph Kolumbus entdeckte die Inseln Trinidad und Tobago auf seiner dritten Reise 1498

Christoph Kolumbus entdeckte auf seiner dritten Reise am 31. Juli 1498 zunächst die Insel Trinidad, die er aufgrund ihrer drei markanten Bergspitzen nach der Dreifaltigkeit benannte. Die Gegend um das heutige Örtchen Guayaguayare war der Ort, an dem Christoph Kolumbus am 31. Juli 1498 erstmals trinidadischen Boden betrat. Im weiteren Verlauf entdeckte er Tobago, das er zunächst Bella Forma nannte. Der spätere, heutige Name Tobago leitet sich von dem Wort Tabak ab. Kolumbus’ Sohn Diego Columbus übte von 1506 bis 1526 als Admiral, Gouverneur und Vizekönig die Herrschaft aus. Obwohl Trinidad bereits 1532 spanische Kolonie und 1535 Teil des neugegründeten Vizekönigreich Neuspanien wurde, begann die eigentliche spanische Besiedlung der Insel jedoch erst 1592. 1533 errichtete Gouverneur Antonio Sedeño in der Nähe von Cumucurapo einen durch Palisaden befestigten Siedlungsplatz, musste diesen nach weiteren Kämpfen ein Jahr später wieder aufgeben. 1560 wurde von den Spaniern dort, wo sich heute die östlichen Vororte von Port of Spain befinden, ein Fort errichtet, das gehalten werden konnte. Dieses Jahr gilt mithin als Gründungsjahr von Port of Spain, damals noch Puerto de los Hispanioles. 1757 wurde Arima von den Kapuzinern gegründet, das 1785 zum letzten Arawak-Reservat auf Trinidad wurde, da alle anderen bekannten Stämme durch Gouverneur José María Chacón nach Arima umgesiedelt wurden, um Siedlungsland für französischstämmige Katholiken bereitzustellen. Trinidad blieb bis 1797 Teil Spaniens und von einem Gouverneur verwaltet, zu denen unter anderem Rodrigo de Bastidas (1520) sowie zuletzt zwischen 1783 und 1797 José María Chacón gehörten.

### Wechselnde Herrschaft über Tobago
Die ursprünglichen indianischen Einwohner Tobagos wurden von den spanischen Siedlern weitgehend ausgerottet, die Überlebenden wurden assimiliert. Die Insel wechselte häufig den Besitzer und  einer war Cornelis Lampsins, der Baron von Tobago. Teils wurde sie unter großen Verlusten verteidigt, teils einfach herrenlos verlassen. Zwischen 1498 und 1814 wechselte die Insel mindestens 33 Mal den Besitzer, was den Rekord in der wechselhaften Kolonialgeschichte der Karibikinseln darstellt. 1628 wurde es niederländische Kolonie und 1654 von Cornelis Lampsins in Nieuw-Walcheren benannt. Dieser gründete 1654 Nieuw-Vlissingen, das später nach ihm in Lampsinsburg benannt wurde, und heute als Scarborough die Hauptstadt Tobagos ist. Der französische König Ludwig XIV. ernannte Cornelis Lampsins im Jahre 1662 zum Baron und erhob Tobago zum französischen Lehen und Baronat. Später erhoben auch das Königreich England und sogar das Herzogtum Kurland Anspruch auf die Insel und bauten befestigte Anlagen.
Nachdem Tobago 1684 neutrales Territorium wurde, wurde es 1762 zunächst britische Kolonie, ehe es am 2. Juni 1781 erneut unter französische Herrschaft geriet. Viele Landstriche an der Nord- und Ostküste Trinidads wurden im späten 18. Jahrhundert von französischen Farmern besiedelt, was sich in zahlreichen französischen Siedlungsnamen wie Ecclessville, La Savanne oder Libertville niederschlägt. Im Frieden von Paris vom 3. September 1783 zwischen Großbritannien und den USA erkannte Großbritannien die Unabhängigkeit der Vereinigten Staaten an. Durch die gesondert unterzeichneten Verträge von Versailles zwischen Großbritannien, Frankreich und Spanien erhielt Frankreich Tobago. Einer der französischen Gouverneure war zwischen 1786 und 1789 General Arthur Dillon.

## Britische Herrschaft (1797 bis 1958)

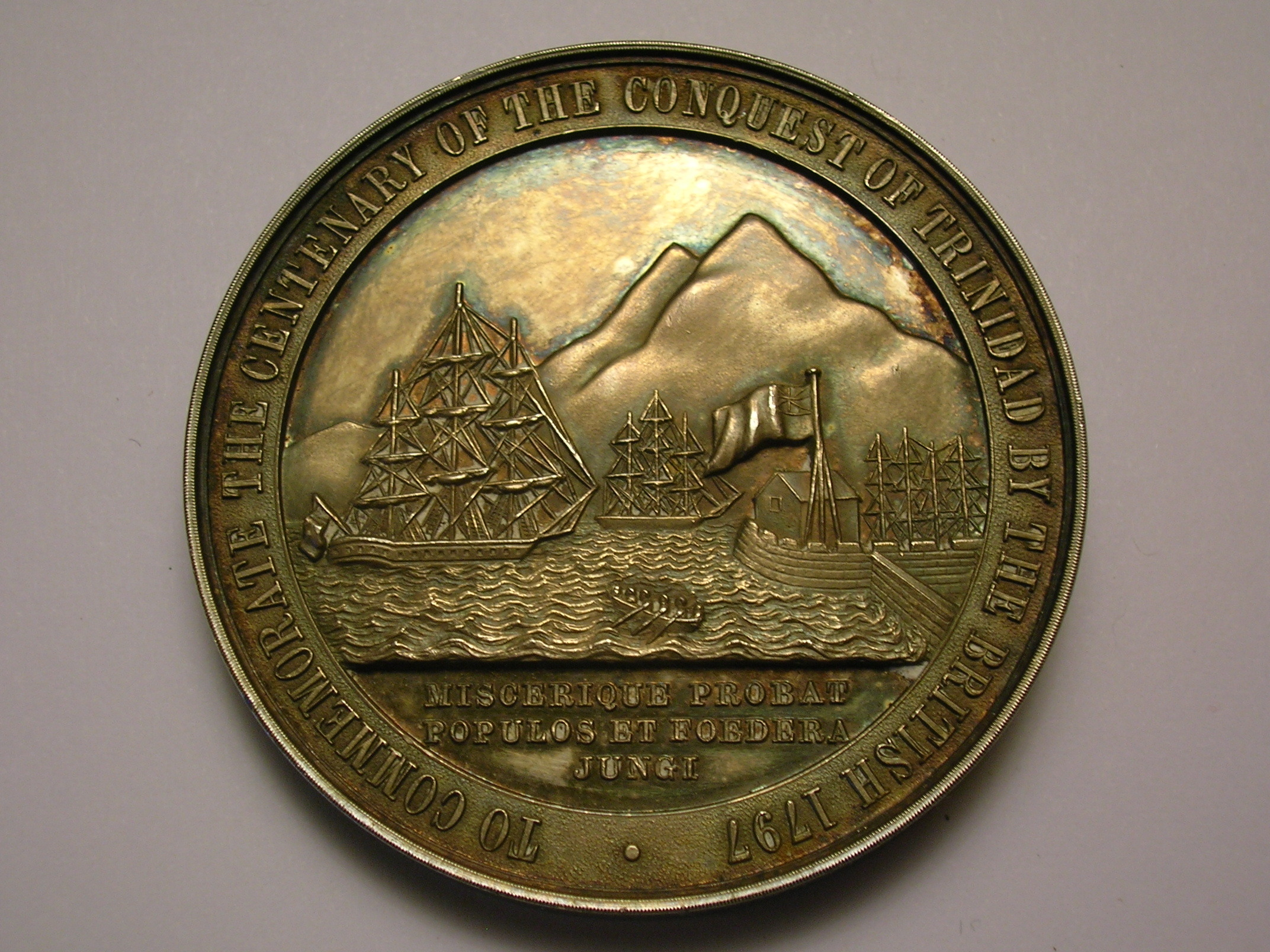
Medaille zur Eroberung von Trinidad und Tobago durch britische Truppen 1797

Am 15. April 1793 wurde Tobago abermals britische Kolonie und blieb dieses mit Ausnahme einer vorübergehenden erneuten französischen Herrschaft in den Jahren 1802 bis zur Vereinigung mit Trinidad am 1. Januar 1889. Am 18. Februar 1797 gelangte auch Trinidad unter britische Herrschaft. In dem am 27. März 1802 geschlossenen Frieden von Amiens zwischen Frankreich und Großbritannien gab Großbritannien bis auf Trinidad und Ceylon überseeische Eroberungen zurück. Daraufhin erhielt Spanien von Großbritannien Menorca im Tausch gegen Trinidad endgültig zurück. Im Frieden von Paris ging 1814 schließlich auch Tobago in den Besitz von Großbritannien über.

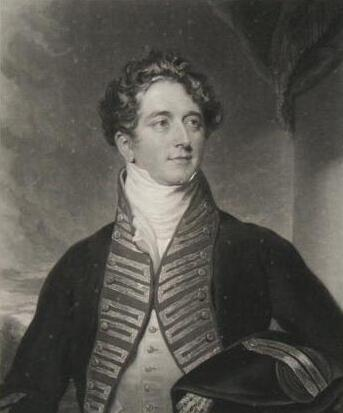
Während der Amtszeit von Gouverneur Sir Ralph Woodford, 2. Baronet (1813 bis 1828) kam es zu einem signifikanten wirtschaftlichen und infrastrukturellen Aufschwung Trinidads

Zu den ersten britischen Gouverneuren (Lieutenant Governors) der Insel Trinidad gehörten nach Ralph Abercromby (1797), General Thomas Picton (1797 bis 1803), Thomas Hislop, 1. Baronet (1804 bis 1811), Hector William Munro (1811 bis 1813) und Ralph Woodford (1813 bis 1828). Nach der Eroberung Trinidads durch die Briten 1797 wurde im heutigen Siedlungsgebiet von Chaguanas großflächig Zuckerrohr und Kakao angebaut. Nach wenigen Jahren existierten bereits eine Zuckerraffinerie der Familie Woodford, eine Zuckerrohrplantage der Familie Robinson und eine Kokosnuss- und Kakaoplantage der Familie de Verteuil. 1808 wurden bei einem verheerenden Großbrand ungeklärter Ursache fast die gesamte Stadt Port of Spain zerstört und ihre Einwohner obdachlos. Zu Tode kamen glücklicherweise nur zwei Menschen. Im Rahmen des Wiederaufbaus kam es zu Landaufschüttungen im Golf von Paria, in Folge derer neue Hafenanlagen gebaut wurden und nach deren Abschluss das Fort San Andres landeinwärts positioniert war. In der Amtszeit von Gouverneur Woodford kam es zu einem signifikanten wirtschaftlichen und infrastrukturellen Aufschwung Trinidads. Kurz nach seiner Ankunft führte er 1813 die Dampfschiff-Linie „Trinidad Steamboat Company“ ein, die die Küstenstädte Trinidads mit dem ersten Dampfschiff der Westindischen Inseln bediente und einen regelmäßigen Austausch von Waren ermöglichte. 1814 deklarierte er Englisch zur zweiten Amtssprache der bis dahin ausschließlich spanischsprachigen Gerichtsbarkeit der Kolonie. 1815 griff Woodford tief in die trinidadische Gesellschaftsordnung ein, als er zur Ankurbelung der Wirtschaftsleistung per Verordnung die Vergabe von Land einschränkte und an landwirtschaftliche Nutzung koppelte und die Rückführung ungenutzten Landes in Staatsbesitz verfügte. Durch eine von ihm in Auftrag gegebene Straße zwischen Manzanilla und Mayaro wurde fast die gesamte Ostküste für den Warenverkehr erschlossen. 1817 war Woodford auf Grund eines Rechtsstreits gezwungen, seine in Belmont gelegene Residenz (Government House) aufzugeben. Für eine neue Residenz ließ er den Rat der Stadt zwei aufgegebene Zuckerrohrplantagen aufkaufen. Woodford errichtete aus dem Wohnhaus der ehemaligen Besitzerfamilie Peschier eine neue Residenz (den Vorgängerbau des heutigen President’s House) und ließ auf dem anderen Teil des Areals den späteren Queen’s Park anlegen, Port of Spains erste öffentliche Grünfläche, die zunächst als der Allgemeinheit zugängliches Weideland genutzt wurde. Eine administrative Leistung Woodfords war die Überführung bis dahin autonomer religiöser Schulen unter staatliche Aufsicht. Er gab den Wiederaufbau der beiden beim Great Fire von 1808 zerstörten, bedeutendsten Kirchen Trinidads in Auftrag: Der anglikanischen Holy Trinity Cathedral und der katholischen Cathedral of the Immaculate Conception. Beide Kirchengebäude wurden von Woodfords Sekretär Philip Reinagle entworfen, dem Sohn von Philip Reinagle. Auf Betreiben Woodfords führte die britische Regierung Gespräche mit dem Vatikan, um die Katholiken Trinidads dem spanischen Einfluss zu entziehen, was darin mündete, dass der Vatikan Trinidad aus dem Bistum Santo Tomás de Guayana herauslöste und einer eigenen Territorialabtei Trinidad zuordnete. Der Bau des Botanischen Gartens von Port of Spain geht auf Woodford zurück, wobei er im Rahmen der Einrichtung des ursprünglich zu seiner privaten Residenz gehörenden Areals die Nutzpflanzen Gewürznelkenbaum, Muskatnussbaum und Zimtbaum (Sorte unbekannt) erstmals nach Trinidad einführte. 1820 professionalisierte Woodford das Gesundheitswesen der Insel, indem er die Ausübung medizinischer Tätigkeiten ohne entsprechende Ausbildung untersagte. 1824 erarbeitete er gemeinsam mit dem britischen Kolonialminister Henry Bathurst die Amelioration Order in Council, einen Kabinettsbefehl, der die rechtliche Situation und die Lebensbedingungen der trinidadischen Sklaven signifikant verbesserte, wobei Woodford allerdings primär als bremsende Kraft auftrat. 1826 ließ er die erste Volkszählung (census) in der Geschichte Trinidads durchführen. Zuvor wurden lediglich in unregelmäßigen Abständen die Anzahl der Personen auf Trinidad und ihre Nationalitäten und rechtlichen Status erfasst. Mit der Abschaffung der Sklaverei in den britischen Kolonien im Jahre 1834 wurden die Sklaven durch Kontraktarbeiter, vor allem aus Britisch-Indien, ersetzt. Die Arbeits- und Lebensbedingungen dieser Kontraktarbeiter unterschieden sich nur unwesentlich von denen der Sklaverei.

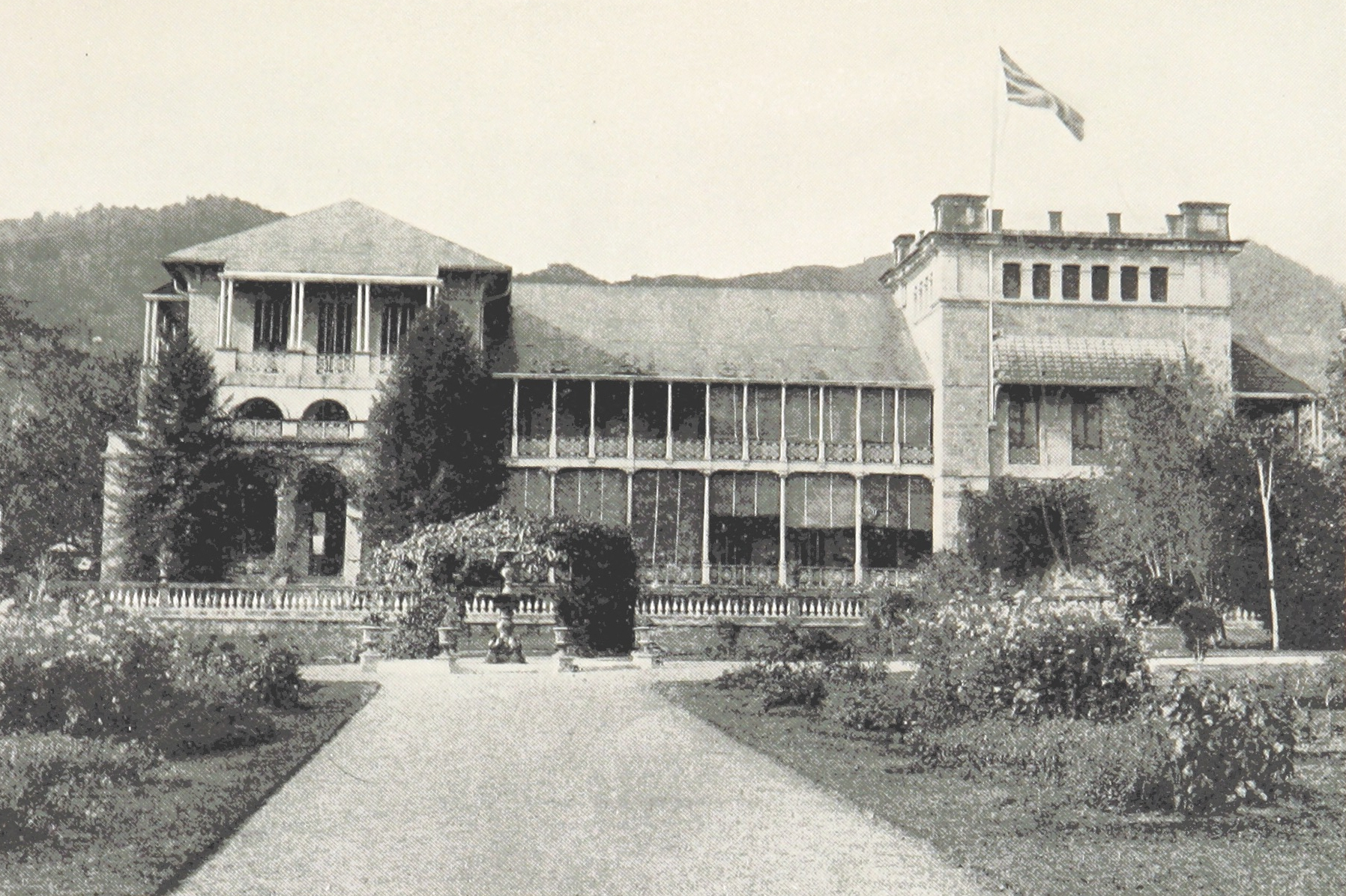
Der Gouverneurspalast (1893)

Spätere Gouverneure Trinidads waren unter anderem Charles Elliot (1854 bis 1856), John Manners-Sutton (1864 bis 1866), Arthur Hamilton-Gordon (1866 bis 1870), William Cairns (1874), Arthur Havelock (1885) sowie zuletzt William Robinson (1885 bis 1889), der nach der Vereinigung der Inseln Trinidad und Tobago am 1. Januar 1889 zwischen 1889 und 1891 erster Gouverneur von Trinidad und Tobago war. Zu den Gouverneuren der Insel Tobago gehörten General Thomas Picton (1803), Dominick Daly (1852), Cornelius Hendricksen Kortright (1864 bis 1872) sowie Robert Baxter Llewelyn (1885 bis 1888). 1866 wurden Erdölvorkommen entdeckt und 1902 wurde in Guayaguayare die erste kommerzielle Ölquelle Trinidads in Betrieb genommen. 1906 wuchs die Stadt Point Fortin mit Hilfe der Ölproduktion, die in dieser Region besonders hoch war. Das seit 1910 exportierte Erdöl verhalf damit neben der Zuckerrohrindustrie, Kakaoanbau und -verarbeitung zu wirtschaftlichem Erfolg.  Weitere Generalgouverneure waren Frederick Broome (1891 bis 1896) und Cornelius Alfred Moloney (1900 bis 1904), während dessen Amtszeit bei den Wasseraufständen 1903 das Rote Haus, der Sitz der Verwaltung, zerstört wurde. Zu den weiteren Gouverneuren gehörten George Le Hunte (1909 bis 1916), John Chancellor (1916 bis 1921), Horace Archer Byatt (1924 bis 1930) sowie Arthur George Murchison Fletcher (1936 bis 1938), der die einheimische Arbeiterschaft motivierte, sich in Gewerkschaften zu organisieren.
Während des Zweiten Weltkrieges wurde am 2. September 1940 zwischen Großbritannien und den USA ein Zerstörer-für-Stützpunkte-Abkommen (Destroyer-Base-Deal) abgeschlossen. Die Briten erhielten 50 ältere US-amerikanische Zerstörer und gewährten den USA im Gegenzug Stützpunkte auf den Bahamas, Jamaika, Antigua, St. Lucia, Trinidad sowie in Britisch-Guayana. Im Zweiten Weltkrieg war Trinidad der größte alliierte Militärstützpunkt in der Karibik, da es eine wesentliche Rolle in der U-Boot-Bekämpfung im Atlantik und in der Karibischen See spielte. Von 1941 bis 1949 befand sich im südlichen Teil von Chaguanas die Carlsen Air Force Base, ein US-Luftwaffenstützpunkt, der im Zuge des vielfach kritisierten Zerstörer-für-Stützpunkte-Abkommen an die USAAF verliehen wurde. In dieser Zeit entstanden die Grundlagen für die heutige Infrastruktur und Industrie der Insel. In der Nachkriegszeit fungierte Generalmajor Hubert Elvin Rance  von 1950 bis 1955 als Gouverneur.

## Der Weg in die Unabhängigkeit (1958 bis 1962)
1955 wurde Edward Beetham als Nachfolger von Generalmajor Rance neuer Gouverneur von Trinidad und Tobago, der den Übergang zur Unabhängigkeit der Kolonie einleitete. Er führte sein Amt in bewegten Zeiten: Den Bestrebungen der Kolonie nach Autonomie wurde mit einem mehrfachen Umbau des gesetzgebenden Organs des Landes, des Legislative Council, Rechnung getragen. Bis 1949 wurden dessen Mitglieder zur Hälfte von der britischen Regierung ernannt, und der Gouverneur konnte mit seiner zusätzlichen Stimme eine Mehrheit der ernannten Mitglieder sicherstellen. 1949 wurde auf eine Verfassung umgestellt, die alle Mitglieder des Legislative Council wählen ließ, aber dem Gouverneur ein Vetorecht bei allen Entscheidungen einräumte. Unter Beetham wurde eine weitere Verfassungsänderung erarbeitet, die einen vom Legislative Council gewählten Vorstand zum Chief Minister machte und diesem die Amtsgeschäfte für die Belange der Kolonie übertrug. Die Verfassung trat unter Beethams Herrschaft im September 1956 in Kraft. Nach den Wahlen vom 24. September 1956 sorgte Beetham dafür, dass Schlüsselpositionen der Administration der Kolonie mit Mitgliedern der von London favorisierten Partei People’s National Movement (PNM) besetzt wurden. Erster Chefminister (Chief Minister) wurde daraufhin am 28. Oktober 1956 der Eric Eustace Williams, dessen PNM 13 der 24 Sitze im Legislativrat erhalten hatte.
Am 3. Januar 1958 wurde Trinidad und Tobago Mitglied der Westindischen Föderation, der ferner Antigua, Barbados, Dominica, Grenada, Jamaika (dazu gehörten auch die Kaimaninseln sowie die Turks- und Caicosinseln als abhängige Gebiete), Montserrat, St. Christopher-Nevis-Anguilla, St. Lucia sowie St. Vincent angehörten, und die bis zum 31. Mai 1962 bestand. Als Hauptstadt war ein Gebiet namens Chaguaramas vorgesehen, einige Kilometer westlich von Port of Spain, der heutigen Hauptstadt von Trinidad und Tobago. Tatsächliche Hauptstadt war Port of Spain selbst, da die geplante Hauptstadt bis zur Auflösung der Föderation über das Planungsstadium nicht hinausgekommen war. 1959 wurde unter Beethams Führung das Parteienregierungssystem durch ein Kabinettregierungssystem ersetzt, worauf Trinidad und Tobago die innere Selbstverwaltung erhielt und Williams Premier wurde. Am 16. Juli 1960 erlangte Trinidad volle Autonomie, was für Beetham die Übergabe des Gouverneursamts an den Trinidadier Solomon Hochoy bedeutete, den letzten Gouverneur der britischen Kolonie Trinidad. Bei den Wahlen vom 4. Dezember 1961 gewann die PNM 190.003 der Wählerstimmen (57 %) und 20 der 30 Sitze.

## Unabhängigkeit Trinidad und Tobagos (1962 bis 1976)

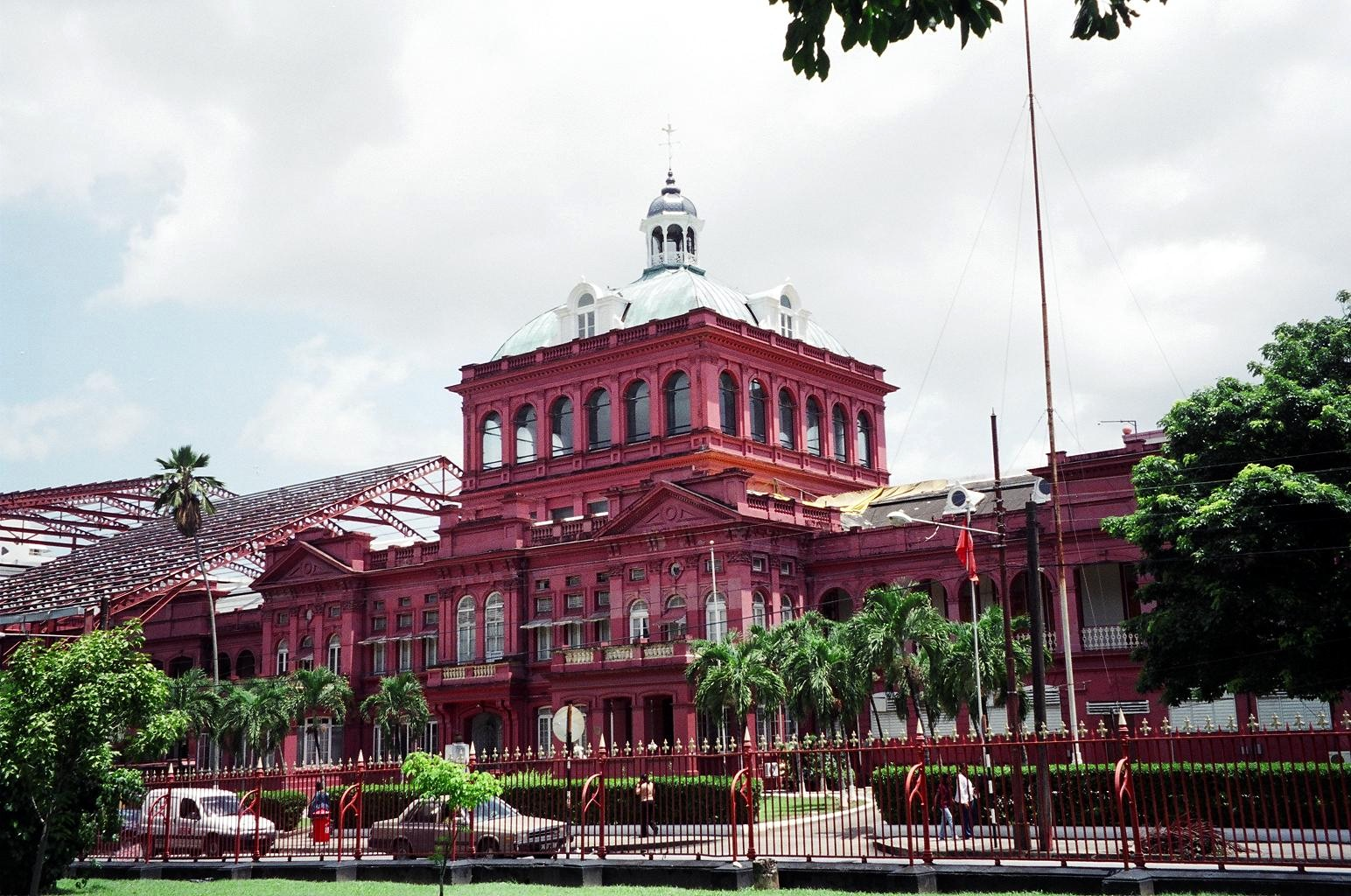
Das Red House, Sitz des Repräsentantenhauses

Am 31. August 1962 erlangte Trinidad und Tobago die Unabhängigkeit vom Vereinigten Königreich, blieb aber vorerst als Parlamentarische Monarchie Teil des britischen Commonwealth of Nations. Ersten Generalgouverneur des dann unabhängigen Landes wurde Solomon Hochoy, während der „Vater der Nation“ Eric Eustace Williams nunmehr erster Premierminister von Trinidad und Tobago wurde. Aus den Wahlen vom 7. November 1966 ging die PNM abermals als Sieger hervor und erhielt mit 158.573 Stimmen (52,44 %) 24 der 36 Sitze im Repräsentantenhaus.
Am 26. Februar 1970 besetzten junge Leute, die dagegen demonstrierten, dass Studenten aus der Karibik in Kanada als Black-Power-Anhänger vor Gericht gestellt wurden, die Kathedrale der Unbefleckten Empfängnis in Port of Spain. Sie zogen zwei weißen Heiligenfiguren schwarze Kleider an. Obwohl Erzbischof Anthony Pantin ausdrücklich erklärte, dass dies keine Profanierung sei, nahm die Polizei dies zum Vorwand, gegen die Besetzer der Kathedrale vorzugehen. Noch am selben Tag kam es daraufhin zu gewalttätigen Auseinandersetzungen zwischen der vom National Joint Action Committee (NJAC) unterstützten Black-Power-Bewegung und der Polizei. Die Black Power Revolution, wie die Ereignisse im Februar, März und April 1970 seither in Trinidad bezeichnet werden, weitere sich immer weiter aus. Am 4. und 5. April 1970 nahm ein Drittel der Bevölkerung an Protestmärschen teil, worauf die Regierung am 21. April 1970 den Ausnahmezustand verkündete.
Bei den darauf folgenden Wahlen am 24. Mai 1971 errang die PNM von Premierminister Williams einen erdrutschartigen Wahlsieg und gewann mit 99.723 Stimmen (84,14 %) alle 36 Sitze des Repräsentantenhauses. Am 15. September 1972 wurde Generalgouverneur Sir Solomon Hochoy durch den Diplomaten und bisherigen Vorstandsvorsitzenden der Fluggesellschaft BWIA West Indies Airways Ellis Clarke als Generalgouverneur abgelöst. William Demas, der im Juli 1973 Präsident der Verhandlungen zum Vertrag von Chaguaramas war, der zur Gründung der CARICOM führte, wurde nach der Gründung der Karibischen Gemeinschaft (CARICOM) als Nachfolgeorganisation der Karibischen Freihandelszone (Caribbean Free Trade Association, CARIFTA) am 1. August 1973 erster Generalsekretär der CARICOM und bekleidete dieses Amt bis 1974. Am 31. August 1974 erwarb die Regierung die Anlagen der Shell Trinidad Limited und gründete die staatseigene Trinidad and Tobago Oil Co. (TRINTOC).

## Republik Trinidad und Tobago (seit 1976)

### Regierungen derPeople’s National Movement(1976 bis 1986)

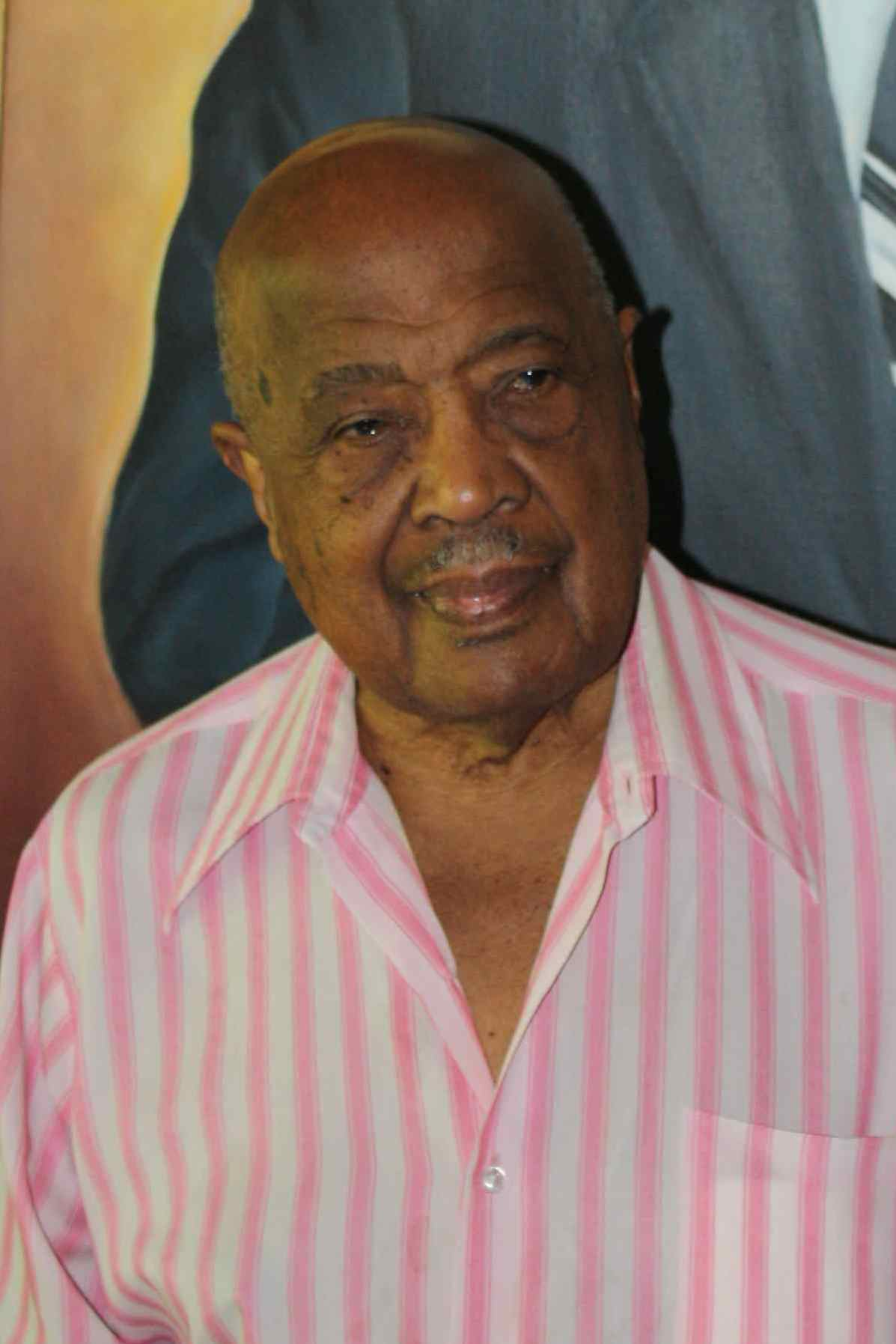
Ellis Clarke war zwischen 1972 und 1976 Generalgouverneur sowie von 1976 bis 1987 erster Präsident von Trinidad und Tobago

Nachdem am 1. August 1976 eine neue Verfassung in Kraft trat, löste der Inselstaat seine Bindungen zur britischen Monarchie und wurde unabhängige Republik. Erster Staatspräsident wurde daraufhin der bisherige Generalgouverneur Ellis Clarke, der allerdings keine exekutiven Befugnisse hatte. Bei den darauf folgenden Wahlen am 13. September 1976 gewann die PNM 169.194 Wählerstimmen (54,23 %) und 24 der 36 Sitze im Repräsentantenhaus. Auf die United Labour Front (ULF) entfielen mit 84.780 Stimmen (27,17 %) und zehn Sitze, während der Democratic Action Congress (DAC) mit 25.586 Wählerstimmen (8,2 %) erhielt. Am 22. September 1976 stellte Premierminister Williams seine neue Regierung vor, der unter anderem John S. Donaldson  als Außenminister, George Michael Chambers als Finanzminister sowie Errol Edward Mahabir als Minister für Erdöl und Bergbau angehörten. Am 16. Juli 1977 wurde das in Port of Spain geborene Mannequin Janelle Commissiong als erste schwarze Frau der Welt zur Miss Universe gekürt. Am 7. August 1978 erhielt Tobago die innere Selbstverwaltung und 1980 ein eigenes Parlament (House of Assembly), deren erster Vorsitzender im Dezember 1980 der Vorsitzende des DAC Arthur N. R. Robinson wurde.
Nach dem Tode von Eric Eustace Williams am 26. März 1981 übernahm der stellvertretende Vorsitzende der People’s National Movement George Michael Chambers am 30. März 1981 als dessen Nachfolger das Amt des Premierministers. Bei der nächsten Wahl am 9. November 1981 errang die PNM mit 218.557 Stimmen (52,95 %) 26 der 36 Sitze im Repräsentantenhaus, so dass Premierminister Chambers im Amt bestätigt wurde. Die Organisation for National Reconstruction (ONR) von Karl Hudson-Phillips gewann zwar 91.704 Stimmen (22,22 %), erhielt aufgrund des Wahlrechts aber keinen Sitz. Auf die United Labour Front (ULF) von Basdeo Panday, einem langjährigen Gewerkschaftsfunktionär, entfielen 62.781 Wählerstimmen (15,2 1 %) und acht Sitze sowie auf den Democratic Action Congress (DAC) von Arthur N. R. Robinson 15.390 Stimmen (3,73 %) und zwei Mandate. Am 17. November 1981 stellte Chambers sein Kabinett vor, dem unter anderem Basil Ince als Außenminister und Patrick Manning als Minister für Energie und natürliche Ressourcen angehörten. Da ein Drittel des Sozialproduktes, über 60 Prozent der Staatseinnahmen und 70 Prozent der Exporte durch Erdöl, Erdgas und deren Verarbeitung erwirtschaftet werden, gefährdete ein Rückgang des Ölpreises wie in den 1980er Jahren damit aber auch die gesamte wirtschaftliche Entwicklung.

### Regierung derNational Alliance for Reconstruction(1986 bis 1991)

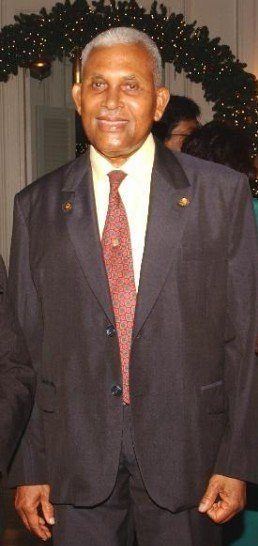
Arthur N. R. Robinson, der von 1986 bis 1991 erster Premierminister war, der nicht der PNM angehörte, sowie zwischen 1997 und 2003 das Amt des Staatspräsidenten innehatte

Bei den Wahlen am 15. Dezember 1986 war die seit 1956 regierende People’s National Movement zum ersten Mal mit einer vereinigten und auf breiter Basis aufgestellten Opposition konfrontiert, der National Alliance for Reconstruction (NAR). Die moderate NAR umfasste vier Parteien, und zwar die United Labour Front (ULF) von Basdeo Panday, Organisation for National Reconstruction (ONR) von Karl Hudson-Phillips, den Democratic Action Congress (DAC) von Arthur N. R. Robinson sowie die Tapia House Movement (THM) unter Lloyd Best. Führer der NAR war Arthur N. R. Robinson. Die Wahlen brachten eine vernichtende Niederlage für die von Premierminister Chambers geführte PNM, die mit nur noch 183.635 Stimmen (32,03 %) 20,91 Prozentpunkte und 23 Parlamentssitze verlor und nur noch drei der 36 Abgeordneten stellen konnte. Auf die National Alliance for Reconstruction entfielen hingegen 380.029 Wählerstimmen (66,29 %) und 33 Mandate. Am 16. Dezember 1986 wurde Arthur N. R. Robinson als erster Premierminister, der nicht der PNM angehörte, vereidigt und stellte im Anschluss sein 13-köpfiges Kabinett vor, dem unter anderem Basdeo Panday als Minister für Auswärtige Angelegenheiten und Internationalen Handel angehörte. Die NAR gewann zudem elf der zwölf Sitze im House of Assembly von Tobago.
Wegen politischer Differenzen mit der regierenden National Alliance for Reconstruction (NAR) verzichtete Staatspräsident Ellis Clarke nach Ablauf seiner zweiten Amtszeit am 19. März 1987 auf eine dritte Amtszeit. Am 20. März 1987 wurde der parteilose Richter Noor Hassanali neuer Staatspräsident. Zugleich kam es 1988 zu einer Regierungskrise, nachdem Außenminister Basdeo Panday zurücktrat und im April 1989 zusammen mit anderen Dissidenten mit dem United National Congress (UNC) eine neue Partei gründete, die ihn im Juli 1990 zu ihrem Präsidenten wählte. Dem UNC schlossen sich sechs Abgeordnete an, sodass diese anstelle der PNM stärkste Oppositionspartei und Basdeo Panday dadurch Oppositionsführer wurde.
Am 27. Juli 1990 stürmten militante muslimische Rebellen unter der Führung von Yasin Abu Bakr bei einem versuchten Staatsstreich das Parlamentsgebäude sowie die Fernsehanstalt und nahmen Premierminister Robinson, fünf Minister sowie weitere mehr als 30 Menschen als Geiseln. Dies führte zu einem Ausbruch von Krawallen und Plünderungen in der Hauptstadt Port of Spain, da Muslime nach Katholiken (26 Prozent) und Hindus (22,5 Prozent) nur sechs Prozent der Bevölkerung stellten. Bei der Aktion sollen 22 Menschen ums Leben gekommen sein. Da sich Staatspräsident Noor Hassanali in London aufhält, verhängt sein amtierender Stellvertreter, Senatspräsident Joseph Emmanuel Carter, den Ausnahmezustand. Unter Hinzuziehung eines kirchlichen Vertreters begannen daraufhin Verhandlungen über eine Freilassung und innenpolitische Reformen. Nachdem den muslimischen Geiselnehmern durch Premierminister Robinson am 30. Juli 1990 Amnestie und Neuwahlen innerhalb von drei Monaten versprochen wurde, wurden die rund 40 Geiseln am 1. August 1990 freigelassen. Mitte August 1990 wurde bekanntgegeben, dass gegen die muslimische Gruppe Anklage wegen Hochverrat und Mord erhoben werden soll.

### Erneuter Machtgewinn derPeople’s National Movement(1991 bis 1995)

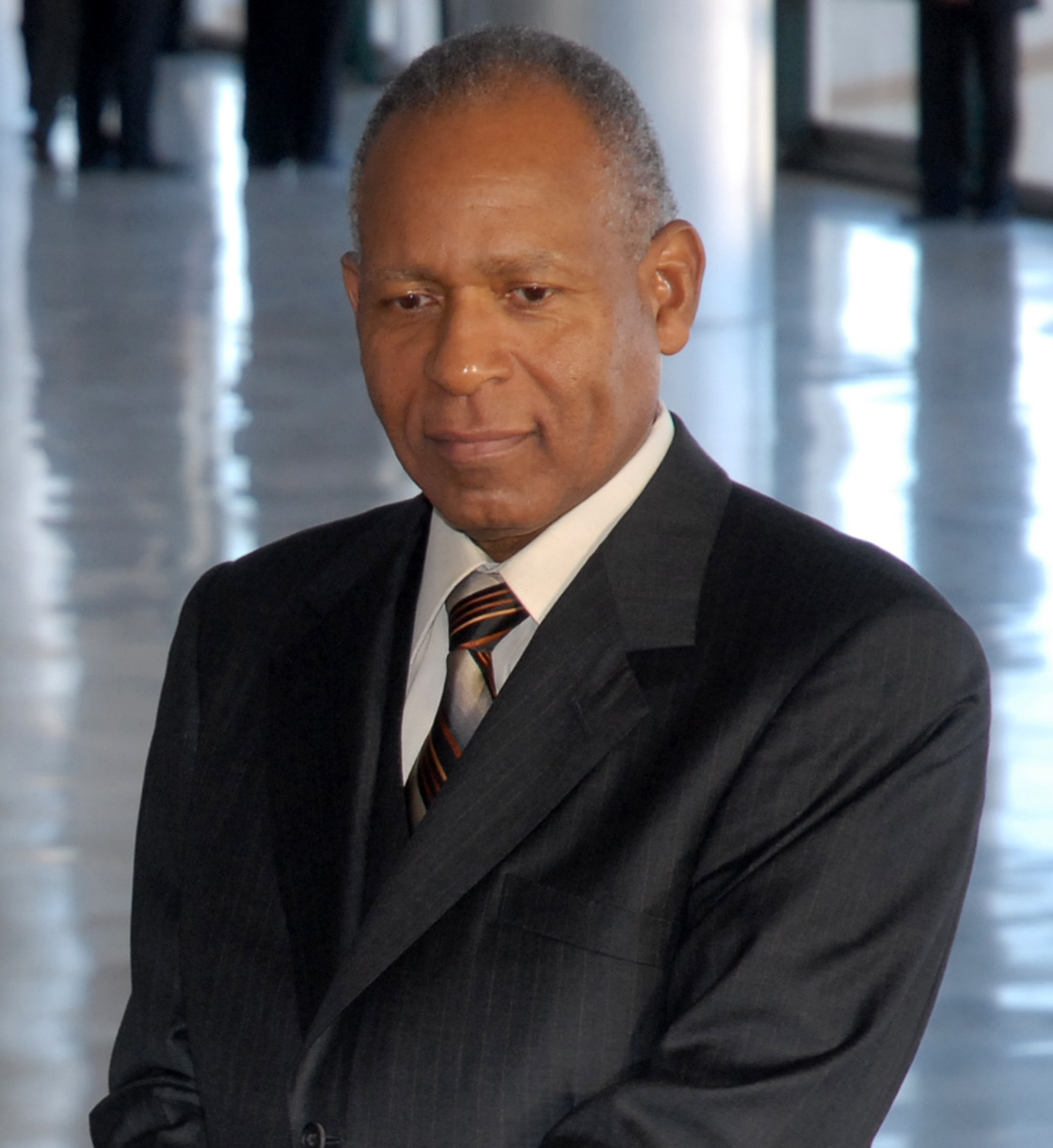
Patrick Manning war zwischen 1991 und 1995 sowie erneut von 2001 bis 2010 Premierminister

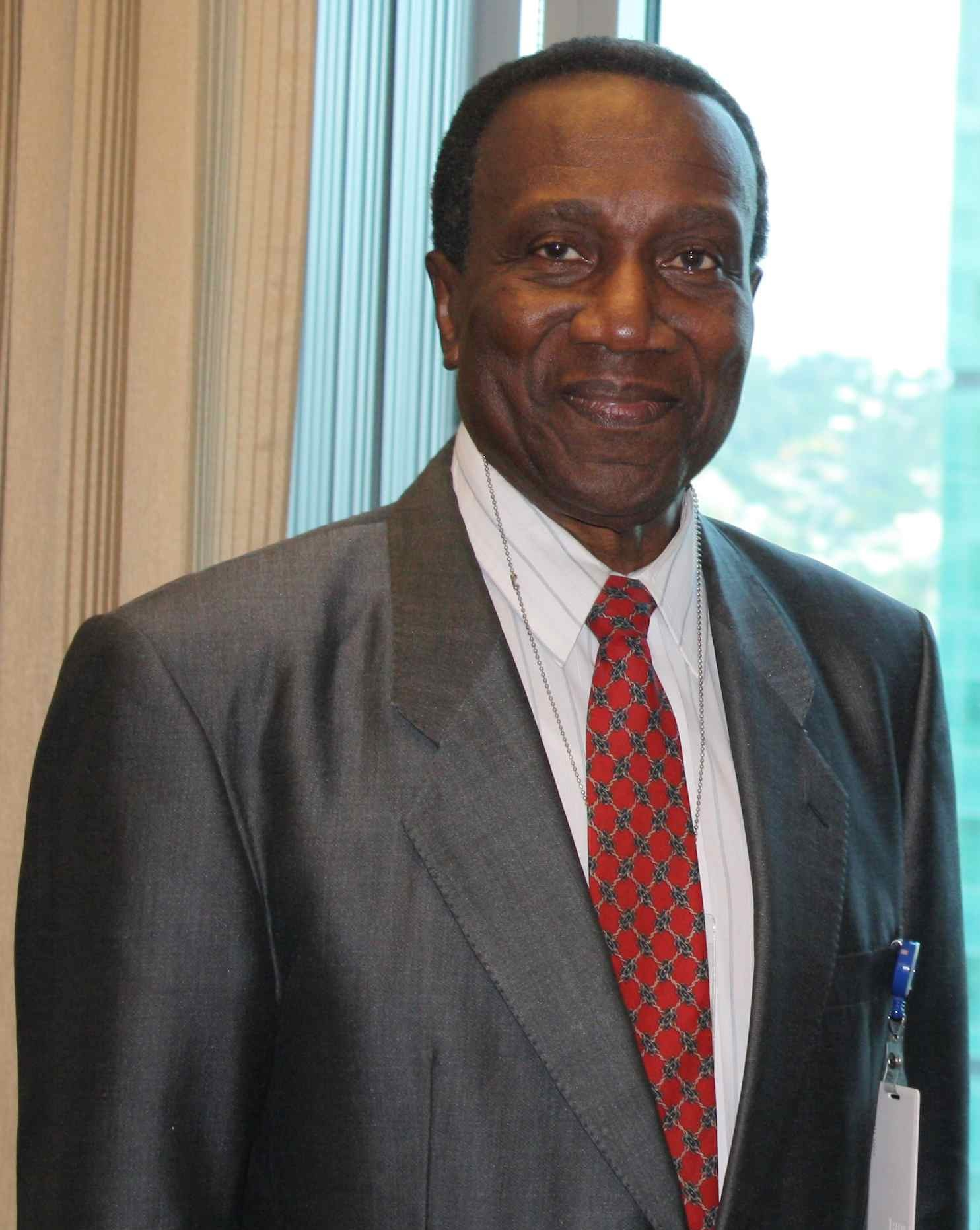
Der aus Trinidad und Tobago stammende Edwin W. Carrington fungierte zwischen 1992 und 2010 als Generalsekretär der Karibischen Gemeinschaft (CARICOM)

Die Wahlkampf 1991 waren geprägt von den Diskussionen um den umstrittenen strengen Wirtschaftsplan der NAR-Regierung, der hohen Arbeitslosenquote, dem Anstieg der Kriminalitätsrate, der Verschlechterung der öffentlichen Einrichtungen sowie der Entfremdung und Verelendung weiter Teile der Bevölkerung. Bei den Wahlen vom 16. Dezember 1991 gewann die People’s National Movement unter dem früheren Minister für Energie und natürliche Ressourcen und nunmehrigen PNM-Vorsitzenden Patrick Manning 233.950 Stimmen (45,02 %) und 21 der 36 Sitze im Repräsentantenhaus. Auf den United National Congress (UNC) von Basdeo Panday entfielen 151.046 Wählerstimmen (29,06 %) und 13 Sitze, während die bislang regierende National Alliance for Reconstruction (NAR) von Premierminister Robinson nur noch 127.335 Stimmen (24,5 %) und zwei Sitze bekam. Am 17. Dezember 1991 wurde Manning als neuer Premierminister vereidigt und stellte ein paar Tage später sein 24-köpfiges Kabinett vor, dem Ralph Maraj als Premierminister angehörte. Erstmals in der Geschichte des Landes wurde mit Occah Seapaul eine Frau zur Sprecherin des Repräsentantenhauses gewählt.
Während der ersten Amtszeit setzte Manning zunächst die bereits von der Vorgängerregierung begonnene Neuausrichtung und Liberalisierung der Wirtschaftspolitik fort. Des Weiteren wurde der staatlich festgesetzte Umtauschkurs des Trinidad und Tobago-Dollars durch einen vom Devisenmarkt bestimmten Wechselkurs ersetzt und mehrere staatliche Unternehmen an ausländische Eigentümer veräußert. Insbesondere dieser Schritt wurde von der nunmehr oppositionellen NAR heftig kritisiert. Zwar wollte auch diese die Auflösung der Staatsbetriebe, allerdings unter der Voraussetzung der Veräußerung an einheimische Käufer. Am 1. August 1992 wurde Edwin W. Carrington Generalsekretär der Karibischen Gemeinschaft (CARICOM) und bekleidete dieses Amt mehr als 18 Jahre lang bis zum 31. Dezember 2010. Am 7. Dezember 1992 fanden Neuwahlen zum House of Assembly von Tobago statt, bei der die NAR wiederum elf und die PNM lediglich einen Sitz erhielten. Aus einem Zusammenschluss der staatlichen Ölfirmen TRINTOC und TRINTOPEC entstand 1993 die Petroleum Company of Trinidad and Tobago (Petrotrin).
Darüber hinaus kam es 1995 zu einer innenpolitischen Krise nach der Entlassung von Außenminister Ralph Maraj und seiner „Selbsternennung“ zum „Vater der Nation“. Bei Nachwahlen verlor die PNM einen Sitz an die UNC. Des Weiteren trat auch Maraj der Oppositionspartei NAR bei. Dadurch hatte die PNM nur noch eine Mehrheit von einem Sitz im Parlament. Im August 1995 erklärte Premierminister Manning den Ausnahmezustand und setzte den Sprecher des Repräsentantenhauses unter Hausarrest. Aufgrund dieser Krise rief Manning im Oktober 1995 ein Jahr vor Ablauf der Legislaturperiode Neuwahlen für November 1995 aus.

### Erste Regierung desUnited National Congress(1995 bis 2001)

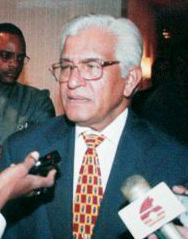
Der UNC-Politiker Basdeo Panday bekleidete zwischen 1995 und 2001 das Amt des Premierministers und war damit der erste indischstämmige Regierungschef des Landes.

Bei den Wahlen vom 6. November 1995 lag Mannings PNM mit 256.159 Stimmen (48,76 %) knapp vor Basdeo Pandays United National Congress (UNC) mit 240.372 Wählerstimmen (45,76 %). Beide Parteien erhielt jeweils 17 der 36 Mandate im Repräsentantenhaus, während die National Alliance for Reconstruction (NAR) des früheren Premierministers Arthur N. R. Robinson mit 24.983 Stimmen (4,76 %) die beide Sitze für Tobago gewann. Nach dieser Pattsituation schlossen UNC und NAR eine Koalitionsvereinbarung, so dass Panday am 9. November 1995 als Premierminister vereidigt wurde, und damit der erste indischstämmige Regierungschef des Landes war. Er stellte am 15. November 1995 seine Kabinett der „nationalen Einheit“ vor, dem wiederum Ralph Maraj als Außenminister und Arthur N. R. Robinson als Minister für Sonderaufgaben und Angelegenheiten von Tobago angehörte. Am 9. Dezember 1996 fanden ferner Neuwahlen zum House of Assembly von Tobago statt, bei der die NAR wiederum zehn und die PNM lediglich einen Sitz erhielten. Ein weiterer Sitz im Versammlungshaus errang ein unabhängiger Kandidat.
Am 14. Februar 1997 wurde Arthur N. R. Robinson von einem Wahlgremium mit 46 Stimmen zum neuen Staatspräsidenten gewählt, während auf den Kandidaten der Opposition Anthony Lucky 18 Stimmen entfielen. Das Amt des Staatspräsidenten trat Robinson als Nachfolger von Noor Hassanali am 1. März 1997 offiziell an.
Bei den Wahlen vom 11. Dezember 2000 wurde der United National Congress (UNC) mit 307.791 Wählerstimmen (51,74 %) erneut stärkste Partei und erhielt 19 der 36 Sitze im Repräsentantenhaus, während auf die PNM mit 276.334 Stimmen (46,45 %) 16 Sitze entfielen. Die National Alliance for Reconstruction (NAR) gewann mit 7.409 Wählerstimmen (1,25 %) nur noch einen der beiden Sitze für Tobago. Der Wahlkampf war geprägt von gegenseitigen Vorwürfen der beiden großen Partei, Wahlbetrug begangen zu haben. Die Polizei verhaftete letztlich 21 Personen, denen vorgeworfen wurde, Wahlberechtigte in anderen Wahlbezirken registriert zu haben. Ein 6-köpfiges Wahlbeobachterteam des Commonwealth of Nations, das zur Vorbeugung von Wahlbetrug eingesetzt worden war, bezeichnete die Wahlen als frei und fair. Nach Bestätigung des Wahlergebnisses durch die Wahlkommission wurde Panday am 20. Dezember 2000 wieder als Premierminister vereidigt und stellte am 22. Dezember 2000 seine neue Regierung vor, der unter anderem Mervyn Assam als Außenminister und Gerard Yetming als Finanzminister angehörten. Am 27. Dezember 2000 beantragte die oppositionelle PNM beim High Court die Aufhebung des Wahlergebnisses von zwei erfolgreichen UNC-Kandidaten mit der Begründung, dass diese wegen des Besitzes einer weiteren Staatsangehörigkeit unerlaubt kandidiert hatten und somit gegen das Volksvertretungsgesetz (Representation of the People’s Act) verstoßen hätten. Nachdem Staatspräsident Robinson am 2. Januar 2001 die Vereidigung von sieben vom Premierminister ernannten Kabinettsministern mit der Begründung ablehnte, dass diese die Wahlen verloren hätten, verschärfte sich die politische Spaltung. Am 7. Februar 2001 legten die ernannten Minister eine Verfassungsbeschwerde ein und forderten eine gerichtliche Entscheidung hinsichtlich der weiteren Ablehnung des Präsidenten, diese für die Regierung zu Senatoren zu ernennen. Die Krise endete eine Woche später am 14. Februar 2001 als Staatspräsident Robinson schließlich der Ernennung der sieben Minister zustimmte.
Am 10. Oktober 2001 bat Premierminister Panday Staatspräsident Robinson um Auflösung des Repräsentantenhauses zur Vorbereitung von vorgezogenen Neuwahlen am 10. Dezember 2001, also fast genau ein Jahr nach den vergangenen Wahlen. Grund für die vorgezogenen Wahlen war eine abermalige Regierungskrise, nachdem drei UNC-Minister im Repräsentantenhaus gegen die eigenen Gesetzesentwürfe gestimmt hatten.

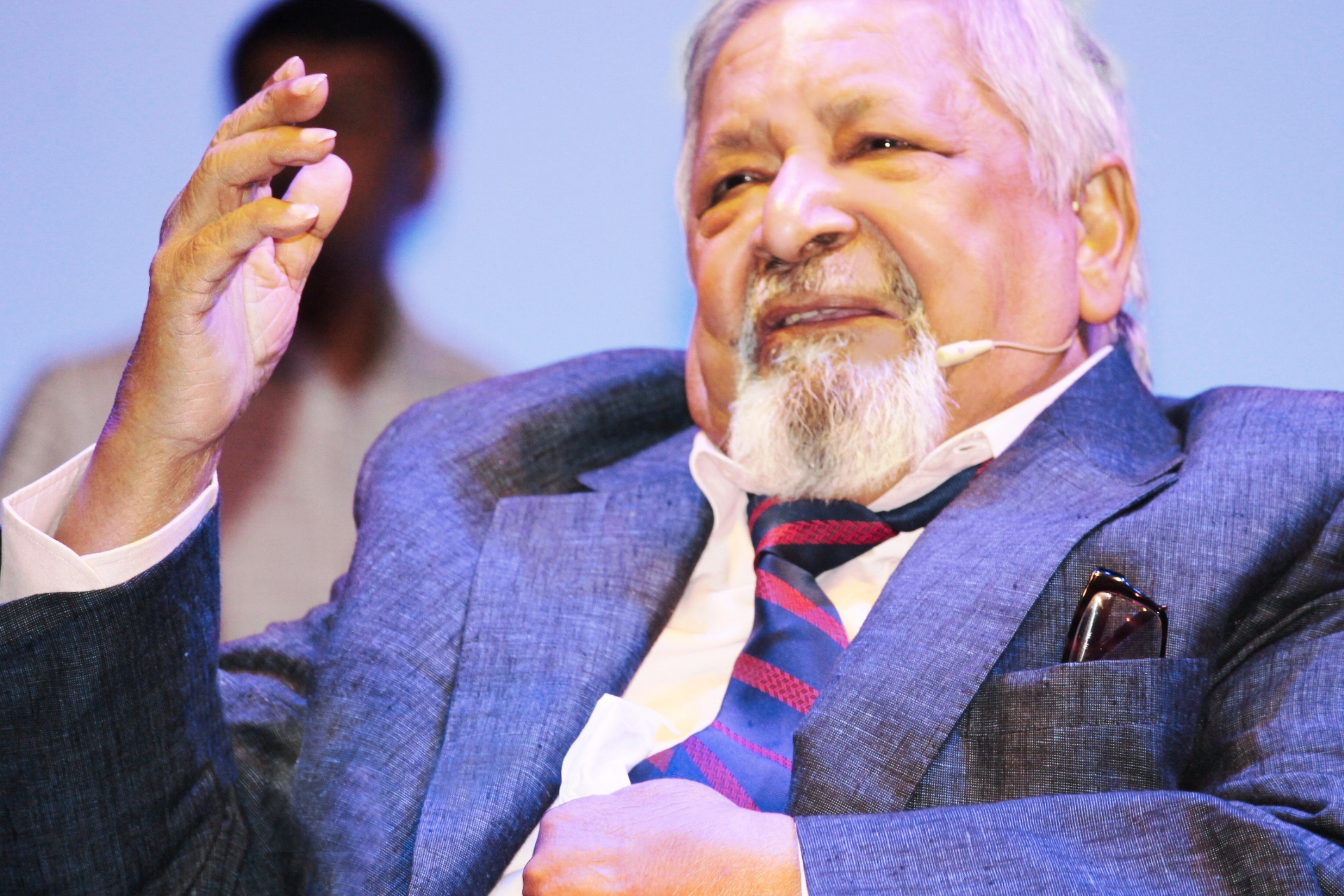
Der in Chaguanas geborene Schriftsteller V. S. Naipaul wurde 2001 mit dem Nobelpreis für Literatur geehrt.

### Erneuter Wahlsieg der PNM und zweite Regierung Manning (2001 bis 2010)

#### Wahl 2001 und Verfassungskrisen

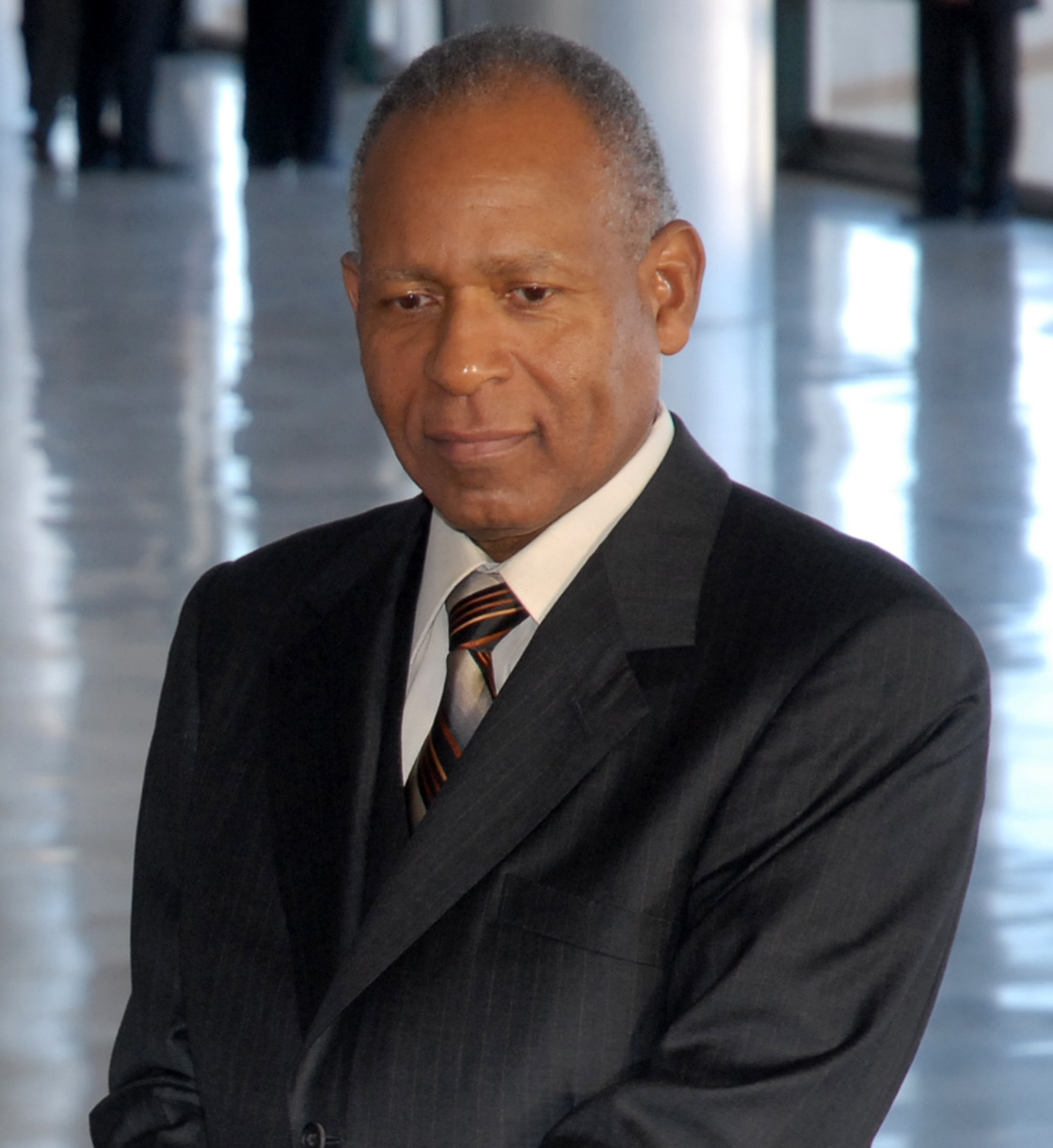
Premierminister Patrick Manning musste zu Beginn seiner zweiten Amtszeit als Premierminister zwischen 2001 und 2002 aufgrund einer Patt-Situation im Repräsentantenhaus ohne Parlament regieren

Während des Wahlkampfes versprach Oppositionsführer Patrick Manning höhere Einkünfte für ältere Menschen, die Aufhebung aller Einschränkungen für Mitarbeitende des öffentlichen Dienstes, die Verteilung eines Einmonatseinkommens sowie die Senkung der Steuern innerhalb von 100 Tagen nach dem Wahlsieg seiner People’s National Movement. Die regierende UNC von Premierminister Panday versprach im Falle einer Wiederwahl kostenlose Schulbücher für alle Grundschulkinder sowie eine jährliche finanzielle für alle Sekundarschüler. Die Wahl am 10. Dezember 2001 endete mit einer Pattsituation. Sowohl die PNM mit 260.075 Wählerstimmen (46,51 %) als auch der United National Congress (UNC) mit 279.002 Stimmen (49,9 %) erhielten jeweils 18 Sitze im 36-köpfigen Senat. Das von der Karibischen Gemeinschaft (CARICOM) entsandte Wahlbeobachterteam bezeichnete zwar die Wahlen als frei und fair, äußerte sich jedoch besorgt über die Versäumnisse bei der Wählerliste, die viele Menschen daran gehindert hatten, ihre Stimme abzugeben. Nach der Wahl führten der bislang regierende UNC und die bisher oppositionelle PNM eine Verfassungsdebatte darüber, welche Partei die Regierung bilden sollte. Oppositionsführer Manning lehnte den Vorschlag von Premierminister Panday ab, die Macht in einer Regierung der nationalen Einheit zu teilen, um den Stillstand zu brechen. Beide trafen sich daraufhin mit Staatspräsident Robinson und stimmten gemäß der Verfassung zu, diesem die Befugnis zur Ernennung eines neuen Premierministers zu übertragen. Am 19. Dezember 2001 einigten sich beide Parteien auf einen neuen Sprecher des Repräsentantenhauses, und zwar auf den ehemaligen Rektor der University of the West Indies (UWI), George Maxwell „Max“ Richards. Kurz nach dieser Einigung erklärte der UNC jedoch, dass Richards bei den Wahlen vom 11. Dezember 2000 als Unterstützer der PNM-Plattform aufgetreten sei und entschied sich daher, Richards als möglichen Kandidaten für das Amt des Speaker of the House of Representatives abzulehnen.
Am 24. Dezember 2001 kam es schließlich zu einem erneuten Eklat, da Präsident Robinson nicht Panday von der Partei mit den meisten Stimmen, sondern Manning zum neuen Premierminister ernannte und diesen am gleichen Tag vereidigt. Manning stellte am 26. Dezember 2001 seine zweite Regierung vor, in der selbst das Amt des Finanzministers übernahm und der unter anderem Knowlson Gift als Außenminister angehörte. Am 26. Dezember 2001 zog sich der UNC aus dem politischen Pakt zurück, der das Wahlpatt gelöst hatte. Dadurch entzog es dem Parlament die Möglichkeit jedweder Gesetzgebung, da das Repräsentantenhaus nicht zusammentreten konnte. Panday kündigte an, dass er die Vereinbarung mit Premierminister Manning nicht länger akzeptieren würde und forderte daher Neuwahlen. Im Januar 2002 erklärte die Wahl- und Grenzkommission EBC (Elections and Boundaries Commission), dass rund 500 Wähler aus dem Wahlverzeichnis gestrichen wurden, da sie eine Neuregistrierung in ihrem Wahlbezirk versäumt hätten und somit nicht mehr wahlberechtigt seien. Am 6. Januar 2002 wurde Howard Chin Lee zum Minister für nationale Sicherheit ernannt.
Da das Repräsentantenhaus zweimal keinen Sprecher wählen konnte und damit nicht arbeitsfähig war, musste Premierminister Manning ohne Parlament regieren. Aufgrund dieser neuerlichen Verfassungskrise verfügte Manning jedoch über keine parlamentarische Mehrheit und konnte ohne gewählten Parlamentssprecher keinerlei parlamentarische Entscheidungen herbeiführen. Dem Premierminister war es somit nicht möglich einen neuen Haushalt zu verabschieden und da der bisherige Haushalt Ende September 2002 auslief, war er gezwungen einen Termin für Neuwahlen für den 7. Oktober 2002 festzusetzen.

#### Neuwahlen 2002 und Bestätigung der PNM-Regierung

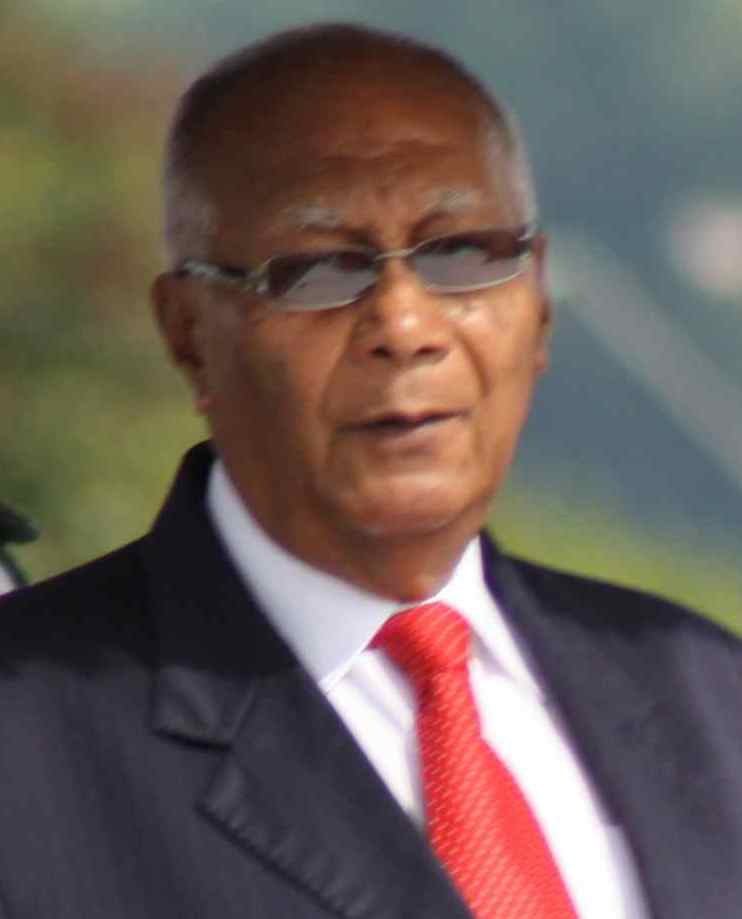
George Maxwell „Max“ Richards war zwischen 2003 und 2013 fünfter Staatspräsident Trinidad und Tobagos

Der Wahlkampf vor den Wahlen am 7. Oktober 2002 waren von gegenseitigen Vorwürfen von Premierminister Manning und Oppositionsführer Basdeo Panday, selbst Premierminister zwischen 1995 und 2001, geprägt. Beide sprachen sich aber auch aufgrund der durch die Patt-Situation im Repräsentantenhaus entstandenen Regierungskrise für eine Verfassungsreform aus, damit die Regierung eine tragfähige Mehrheit im Parlament hat. Trotz der befürchteten Rassenunruhen und den in manchen Wahlbezirken erwarteten knappen Ergebnissen verliefen der Wahltag am 7. Oktober 2002 ohne nennenswerte Zwischenfälle ab. Aus den Wahlen ging die PNM von Premierminister Manning mit einer knappen absoluten Mehrheit von 308.762 Stimmen (50,89 %) als klarer Wahlsieger hervor und erhielt 20 der 36 Sitze im Repräsentantenhaus. Der UNC von Oppositionsführer Panday kam auf 284.391 Wählerstimmen (46,87 %) und stellte 16 Abgeordnete. Daraufhin wurde Patrick Manning am 9. Oktober 2002 abermals als Premierminister vereidigt. Am 17. Oktober 2002 wurde Barendra Sinanan als Sprecher des Repräsentantenhauses gewählt, während Linda Baboolal erneut zur Präsidentin des Senats gewählt wurde. Nach der Konstituierung des Parlaments legte Manning einen Gesetzesentwurf vor, der die Erhöhung der Sitze im Repräsentantenhaus von 36 auf 41 vorsah, um dadurch zukünftige Verfassungskrisen durch eine Patt-Situation im Parlament zu verhindern. Die zweite Amtszeit war geprägt durch einen Anstieg der Kriminalität und Korruption. Premierminister Manning wurde dabei insbesondere die Ernennung seiner Ehefrau Hazel Manning zur Senatorin und Erziehungsministerin vorgeworfen. Andererseits konnte seine Regierung wegen höherer Einnahmen aus Erdöl- und Gasverkäufen die Einkommensteuer absenken und die freie Schulausbildung wieder einführen.
Am 14. Februar 2003 wurde der ehemalige Rektor der University of the West Indies (UWI), George Maxwell „Max“ Richards, vom Wahlkollegium bei der Wahl des Staatspräsidenten mit 43 Stimmen gewählt und konnte sich damit klar gegen seinen Gegenkandidaten Ganace Ramdial durchsetzten, auf den 25 Stimmen entfielen. Am 17. März 2003 übernahm Richards offiziell das Amt als fünfter Staatspräsident Trinidad und Tobagos. Am 12. August 2003 unterzeichnet Trinidad und Tobago mit Venezuela ein Abkommen über die Ausbeutung von Erdöl- und Erdgasreserven im Bereich der gemeinsamen Hochseegrenzen.
In Anwesenheit von zehn Regierungschefs wurde am 16. April 2005 in Port of Spain der Karibische Gerichtshof CCJ (Caribbean Court of Justice) feierlich eröffnet. Der Karibische Gerichtshof dient den 13 beteiligten Staaten als Schlichtungsstelle für Streitfragen im Rahmen des Gemeinsamen Karibischen Marktes CSME (Caribbean Single Market and Economy). Für die Commonwealth-Staaten in der Region soll der Karibische Gerichtshof zudem ihr bisheriges oberstes Appellationsgericht, den in London angesiedelten Geheimen Kronrat (Privy Council) ablösen, der in den letzten Jahren in Revisionsprozessen zahlreiche von Ländergerichten wegen Mordes verhängte Todesurteile verworfen hatte. Der Regierung von Premierminister Manning gelang es bislang nicht, die notwendige Verfassungsänderung zur Ablösung des Privy Council durch den Caribbean Court of Justice zu verabschieden, da die Opposition unter Basdeo Panday ihre Zustimmung von der Ablösung des bisherigen Mehrheitswahlrechts durch das Verhältniswahlrecht abhängig machte.
Vier seit Juli 2005 verübte Bombenattentate wurden der radikalislamischen Gruppierung Jamaat al Muslimeen angelastet. Sie hatte 1990 versucht, in einem Putsch die Regierung zu übernehmen. Ihr Anführer Yasin Abu Bakr sowie vier seiner Anhänger wurden zwar im Zusammenhang mit den Anschlägen vom Juli 2005 verhaftet, jedoch nach zwei Tagen wieder freigelassen. Auch der Versuch, Abu Bakr am 7. November 2005 auf der Grundlage des gerade vom Parlament verabschiedeten Antiterrorismus-Gesetzes zu inhaftieren, scheiterte. Die Anklage, in radikalislamischen Predigten zu Gewalttaten aufgerufen zu haben, musste Ende Januar 2006 fallen gelassen werden, lediglich der Anklagepunkt des illegalen Waffenbesitzes wurde aufrechterhalten. Wegen der starken Zunahme krimineller Gewalt – allein in den ersten neun Monaten des Jahres 2005 verzeichnete die Polizei mehr als 300 Morde und 160 Entführungen – protestierten am 23. Oktober 2005 über 10.000 Menschen in der Hauptstadt Port of Spain gegen die Unfähigkeit der Regierung, der Kriminalität Herr zu werden. Am 16. März 2006 gab Premierminister Manning bekannt, zur Unterstützung der Polizeibehörden Sicherheitsbeamte des britischen New Scotland Yard anfordern zu wollen. Energieminister Eric Williams trat am 9. Januar 2006 nach einem Korruptionsskandal zurück. Ihm war vorgeworfen worden, für die Vergabe von Regierungsaufträgen Bestechungsgelder angenommen zu haben. Am 24. April 2006 wurde der frühere Premierminister und Oppositionsführer Basdeo Panday wegen Steuerhinterziehung zu zwei Jahren Freiheitsstrafe verurteilt, kurz darauf jedoch auf Kaution freigelassen. Er trat daraufhin von seinen politischen Ämtern zurück. Am 26. September 2006 nahm Premierminister Manning den Rücktritt von Außenminister Knowlson Gift, dessen Nachfolger am 29. September 2006 Arnold Piggott wurde. Aufgrund der Ölpreissteigerungen und der Inbetriebnahme der weltweit größten Flüssiggasanlage wuchs die Wirtschaft 2006 um 12 Prozent. Wegen der Dominanz des Erdöl- und Erdgassektors kündigte Premierminister Manning am 4. Oktober 2006 bei der Vorstellung des Haushalts 2006/2007 mittelfristig eine stärkere Differenzierung der Wirtschaft an.
Am 3. Januar 2007 übernahm Panday wieder die politische Führung des United National Congress (UNC). Am 13. März 2007 wurde zudem das Urteil zur zweijährigen Freiheitsstrafe wegen Steuerhinterziehung vom Berufungsgericht aufgehoben. Am 20. März 2007 unterzeichneten Premierminister Manning und der Staatspräsident Venezuelas Hugo Chávez in Caracas ein Abkommen zur gemeinsamen Ausbeutung der Erdöl- und Erdgasreserven vor der Mündung des Orinoco (Plataforma Deltana). Im Zuge des Strafverfahrens gegen Panday, das sich zu einem Justizskandal ausgeweitet hatte, musste sich der Oberste Richter Satnarine Sharma am 30. November 2006 selbst in Untersuchungshaft begeben. Er wurde beschuldigt, auf das Verfahren gegen Panday Einfluss genommen zu haben. Am 5. März 2007 wurde das Gerichtsverfahren gegen ihn jedoch überraschend eingestellt.

### Wahlen 2007 und Bestätigung für Mannings PNM

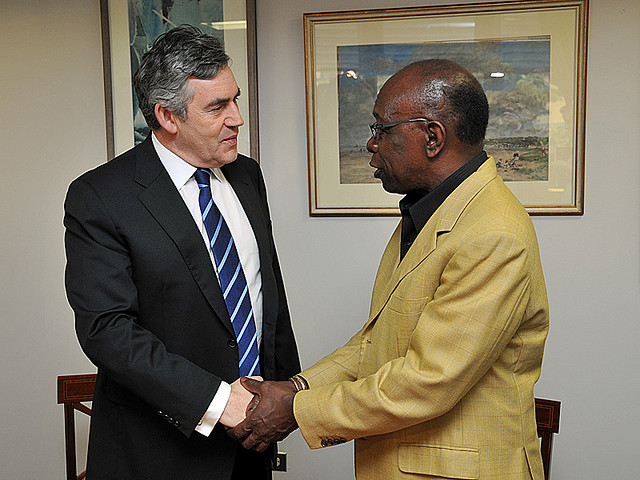
Der Fußballfunktionär Austin „Jack“ Warner (rechts) betrat bei den Wahlen 2007 die politische Bühne als Co-Vorsitzender des United National Congress neben Basdeo Panday

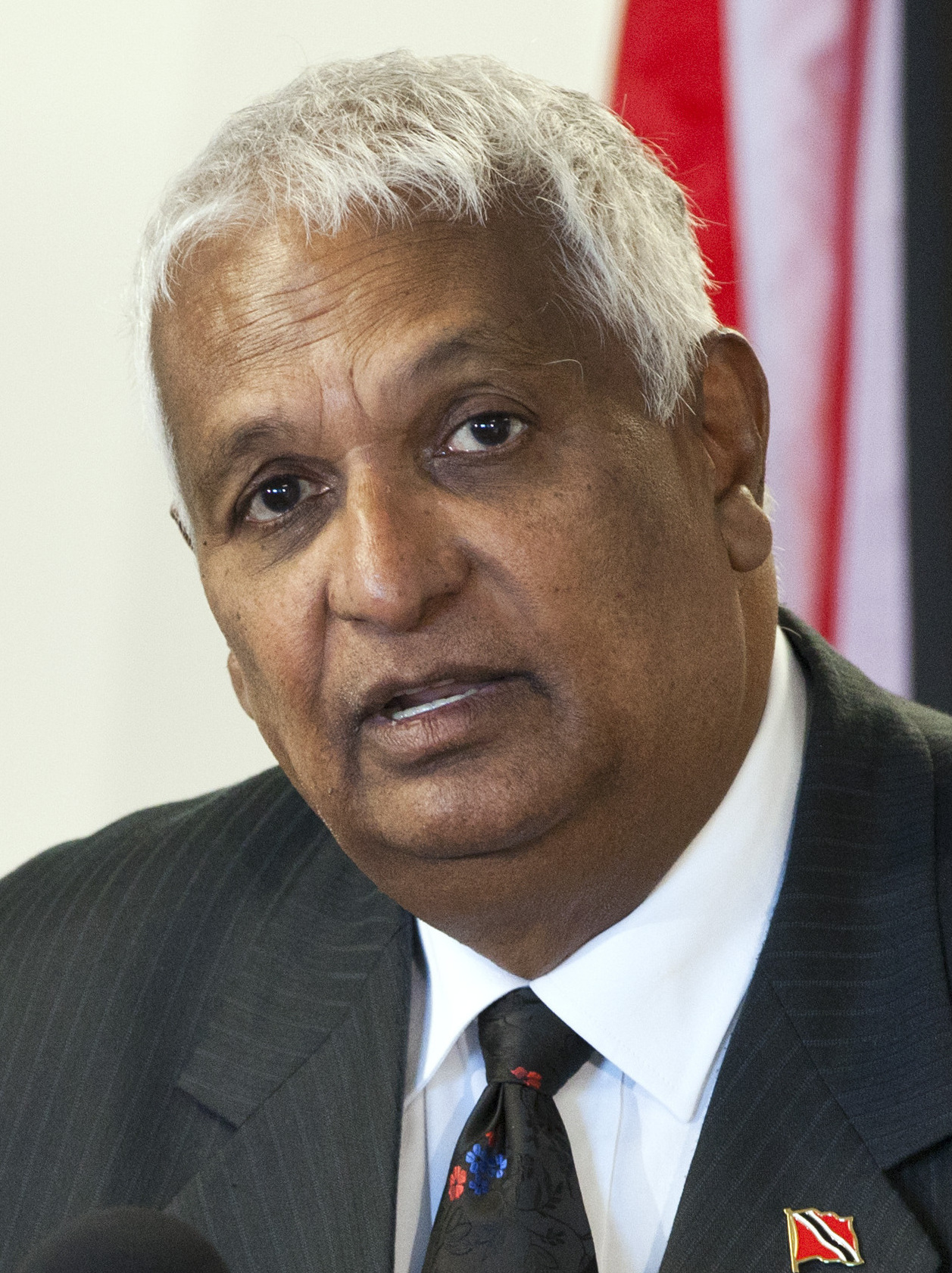
Der frühere Gouverneur der Zentralbank Winston Dookeran gründete mit dem Congress of the People (COP) eine weitere größere Partei

Am 28. September 2007 rief Premierminister Manning Neuwahlen für den 5. November 2007 aus. Das Repräsentantenhaus und der Senat wurden am gleichen Tag aufgelöst. Der Wahlkampf war geprägt von einer hitzigen Debatte über die von der Regierung vorgeschlagenen Verfassungsreformen. Der oppositionelle UNC befürchtete eine zu große Machterweiterung für den Premierminister. Dieser wollte eine weitere Amtszeit erreichen, um seine Wirtschafts- und Sozialpolitik fortzuführen und dadurch die Inselrepublik bis 2020 zu einem „entwickelten Status“ zu führen. Er versprach, die „Regierung dem Volk näher zubringen“. Die PNM erfuhr ihre wesentliche Unterstützung durch die Einwohner afrikanischer Abstammung, die mehr als 37 Prozent der Bevölkerung ausmachte. Der UNC hatte hingegen starken Rückhalt unter den Einwohnern indischer Abstammung, die rund 40 Prozent der Bevölkerung Trinidad und Tobagos ausmacht. Die Co-Vorsitzenden der Partei waren Basdeo Panday sowie der Fußballfunktionär Austin „Jack“ Warner, der in Personalunion FIFA-Vize-Präsident, CONCACAF-Präsident und Präsident der Caribbean Football Union war.
Zusätzlich zu diesen beiden traditionellen Parteien trat erstmals der Congress of the People (COP) an, die im August 2006 als Abspaltung vom UNC gegründet und vom früheren Gouverneur der Zentralbank (Central Bank of Trinidad and Tobago), Winston Dookeran, geführt wurde. Dieser trat für eine von ethnischen Rücksichtnahmen unabhängigen „neuen Politik“ ein. Der COP forderte eine Änderung des Wahlsystems von der bisher gültigen Mehrheitswahl hin zu einer Verhältniswahl, die eine bessere Vertretung im Parlament sicherstellen würde. Dookeran lehnte ein von Panday angebotenes Wahlbündnis mit der UNC ab.
Im Wahlkampf kam es im Oktober 2007 zu einigen Gewalttaten, wobei ein UNC-Aktivist erschossen und ein Kandidat des COP schwer verletzt in ein Krankenhaus verbracht werden musste. Premierminister Manning verurteilte die Gewalttaten. Die Wahlen verliefen weitgehend friedlich und das erneut von der CARICOM entsandte Wahlbeobachterteam bezeichnete die Wahl als frei und fair. Aus der Wahl vom 5. November 2007 ging Mannings People’s National Movement (PNM) mit 299.813 Wählerstimmen (46,01 %) trotz Verlusten von 4,87 Prozentpunkten als Siegerin hervor und erhielt 26 Sitze im Repräsentantenhaus, das nunmehr über 41 Sitze verfügte. Der von Panday und Warner geführte United National Congress (UNC) kam auf 194.425 Stimmen (29,84 %) und erlitt massive Verluste von 17,03 Prozentpunkten, so dass sie nur 15 Abgeordnete stellen konnte. Der Congress of the People (COP) von Dookeran erhielt trotz der 148.041	erhaltenen Stimmen (22,72 %) aufgrund des von ihm kritisierten Wahlsystems keinen Sitz. Am 7. November 2007 wurde Patrick Manning abermals als Premierminister vereidigt und bildete eine neue Regierung, der elf Frauen angehörten, darunter Paula Gopee-Scoon ass Außenministerin und Karen Nunez-Tesheira als Finanzministerin. Am 13. November 2007 ernannte Manning Danny Montano zum Senatspräsidenten. Am 17. Dezember 2007 fand die konstituierende Sitzung des Repräsentantenhauses statt, das Barendra Sinanan zu seinem Sprecher wählte.
Manning trat mit der Aussage „die Todesstrafe ist ein unentbehrlicher Bestandteil in der Verbrechensbekämpfung“ für die Wiederaufnahme der Vollstreckung von Todesurteilen ein. Hierzu verlangte er eine Gesetzesänderung, die den Revisionsprozess bei Todesurteilen beschleunigen sollte. Die Vollstreckung der Todesstrafe war nach einem Urteil des Judicial Committee des Thronrates faktisch außer Kraft gesetzt worden, da das Komitee eine Vollstreckung der Todesstrafe nach einer Haftzeit von über fünf Jahren als „grausam“ (cruel and unusual punishment) angesehen hatte. Den Verteidigern gelang es im Anschluss an dieses Urteil, die Dauer des Revisionsverfahrens bis zu einem endgültigen Urteil über diese festgesetzte Fünf-Jahres-Frist zu ziehen, so dass seit 1999 kein Todesurteil mehr vollstreckt wurde.
Am 11. Februar 2008 erklärte das Wahlkollegium Staatspräsident George Maxwell Richards für eine zweite fünfjährige Amtszeit wiedergewählt, da er der einzige Kandidat für dieses Amt war. Im Zuge der weltweiten Rezession kam es aufgrund der Einbrüche beim Export von Flüssiggas 2009 zu einer schweren Wirtschaftskrise. Das Bruttoinlandsprodukt schrumpfte 2009 um 3,2 Prozent, der erste Einbruch des Bruttoinlandsprodukts des Landes seit 16 Jahren.

### Wahlsieg des UNC und erste Frau als Premierministerin (2010 bis 2015)

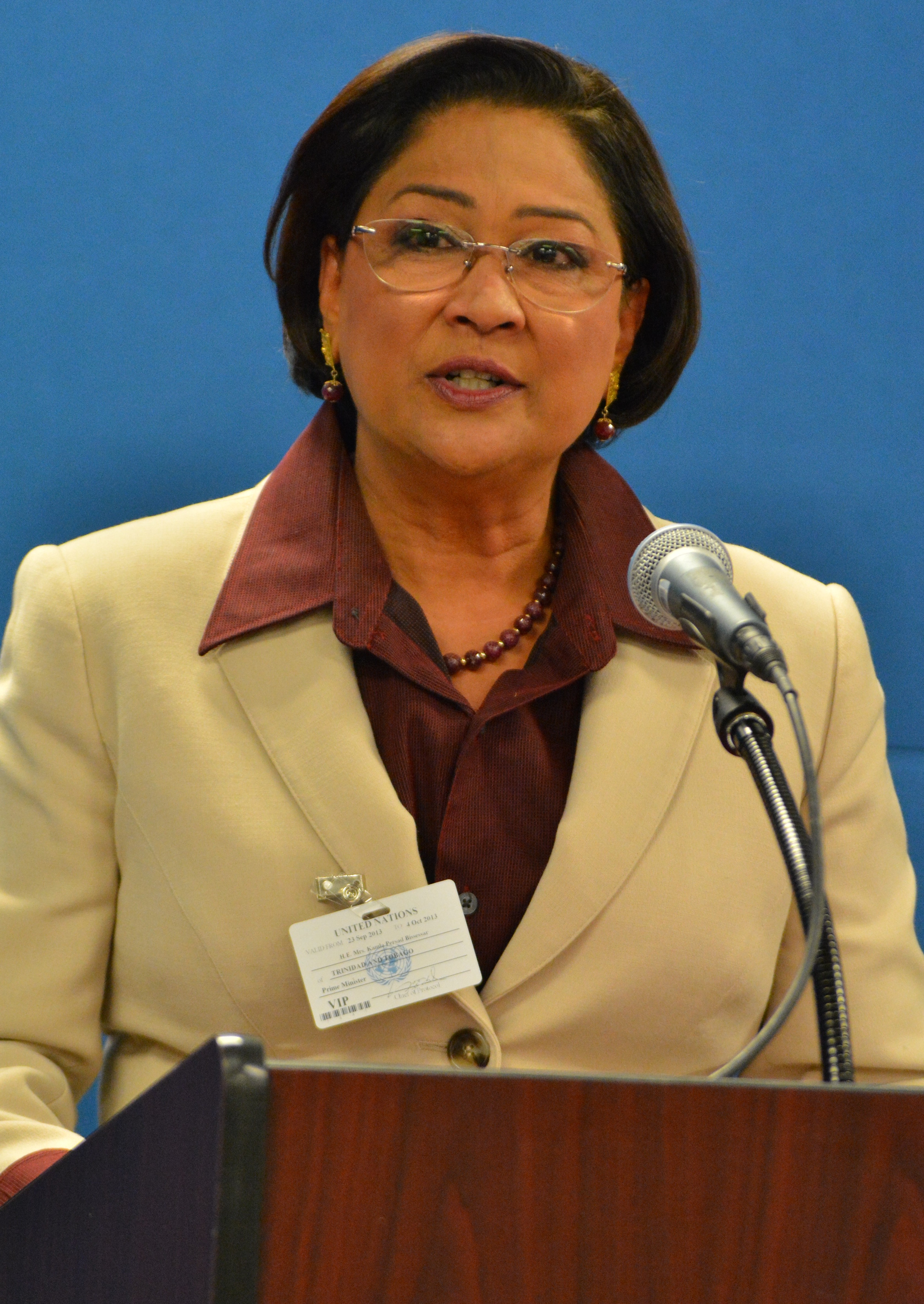
Die Juristin Kamla Persad-Bissessar vom UNC war zwischen 2010 und 2015 als erste Frau Premierministerin

Am 8. April 2010 bat Premierminister Patrick Staatspräsident George Maxwell Richards darum das Parlament aufzulösen, nachdem für den nächsten Tag ein Misstrauensantrag gegen den Premierminister angekündigt wurde. Der Misstrauensantrag war im März 2010 von der neuen Oppositionsführerin des United National Congress (UNC) Kamla Persad-Bissessar eingebracht worden. Die Juristin und ehemalige Generalstaatsanwältin beschuldigte die Regierung, die Übersicht über eine Reihe von Korruptionsskandalen verloren zu haben, in die die regierungseigene Stadtentwicklungsgesellschaft verwickelt war. Sie kritisierte die Entscheidung des Premierministers zur Auflösung des Parlaments als einen Akt von Feigheit. Die Wahlen wurden für den 24. Mai 2010 angekündigt, und damit rund zweieinhalb Jahre vor dem Ablauf der verfassungsmäßigen Legislaturperiode von fünf Jahren. Der UNC war der PNM ferner Korruption und Missmanagement bei den reichen Energieressourcen des Landes vor. Dabei hätte die Regierung nach Ansicht der Opposition Einnahmen aus den Energievorkommen für gigantische Bauprojekte und zwei internationale Gipfel verschwendet, anstatt diese für eine Verbesserung von Dienstleistungen und mehr Arbeitsplätze für die Einwohner Trinidad und Tobagos zu nutzen.
Am 22. April 2010 wurde von den drei Oppositionsparteien UNC, Congress of the People (COP) von Winston Dookeran und Tobago Organisation of the People (TOP) ein Einigungspakt unterzeichnet und mit The People’s Partnership (PP) eine Oppositionskoalition gebildet. Die PP versprach den Wählern eine Verbesserung der öffentlichen Sicherheit und Ordnung, wirtschaftliche Entwicklung, Gerechtigkeit und der Lebensumstände der Einwohner. Premierminister Manning wies im Wahlkampf auf seine Erfolge in seiner insgesamt dreizehnjährigen Amtszeit wie zum Beispiel die Verringerung der Armut und die Verbesserung im Bildungssystem. So seinen Milliarden US-Dollar in der petrochemischen Industrie investiert worden und die Anzahl der Zugänge zu einer Hochschulbildung von 9 Prozent (2001) auf 45 Prozent (2010) verfünffacht worden. Im Falle einer Wiederwahl versprach der Premierminister den Bau von 18 neuen moderneren Polizeiwachen zur Verbesserung der Sicherheit. Die Wahlen am 24. Mai 2010 verliefen nach Darstellung der Wahlbeobachter der Karibischen Gemeinschaft (CARICOM) frei, fair und transparent. Es wurde jedoch empfohlen, dass die Wahl- und Grenzkommission größere Wahllokale benutzt, um Staus zu vermeiden und Einrichtungen für Menschen mit Behinderungen bereitzustellen.
Bei den Wahlen erhielt die PNM 287.458 Wählerstimmen (39,7 %) und verlor 14 Mandate, so dass sie nur noch mit 12 Abgeordneten im 41-köpfigen Repräsentantenhaus vertreten war. Für die People’s Partnership (PP) zogen der United National Congress (316.600 Stimmen, 43,72 %) mit 21 Abgeordneten, der Congress of the People (102.265 Stimmen, 14,12 %) mit sechs Mandaten und die Tobago Organisation of the People (15.371 Stimmen, 2,12 %) mit zwei Sitzen für Tobago in das Repräsentantenhaus ein, so dass die PP mit 29 der 41 Mandate im Repräsentantenhaus verfügte.
Am 26. Mai 2010 wurde Kamla Persad-Bissessar von Staatspräsident George Maxwell Richards als Nachfolgerin von Patrick Manning vereidigt und übernahm damit als erste Frau das Amt der Premierministerin in der Geschichte des Landes. Am 28. Mai 2010 stellte sie ihr Kabinett vor, dem unter anderem Surujrattan Rambachan als Außenminister, Brigadegeneral John Sandy als Minister für nationale Sicherheit, Winston Dookeran als Finanzminister und Austin „Jack“ Warner als Minister für Arbeit und Verkehr angehörten. Am 18. Juni 2010 fand die erste Sitzung des neugewählten Repräsentantenhauses statt, bei der der frühere Senator Wade Mark zum neuen Sprecher gewählt wurde. Ebenfalls am 18. Juni 2010 ernannte Premierminister Kamla Persad-Bissessar den Rechtsanwalt Timothy Hamel-Smith zum neuen Präsidenten des Senats.
Im November 2011 verkündete die Premierministerin im Rahmen einer Pressekonferenz, dass Sicherheitskräfte einen Anschlag auf sie und andere Mitglieder der Regierung vereitelt hätten. Im Zuge nachfolgender Ermittlungen wurden 17 Personen verhaftet, mussten aber im Dezember mangels Beweisen wieder freigelassen werden. Die Hintergründe der Affäre wurden nie aufgeklärt. Die Opposition und einige Medien äußerten den Verdacht, die Anschuldigungen hätten dazu gedient, einen damals geltenden Ausnahmezustand über das geplante Ende hinaus zu verlängern.

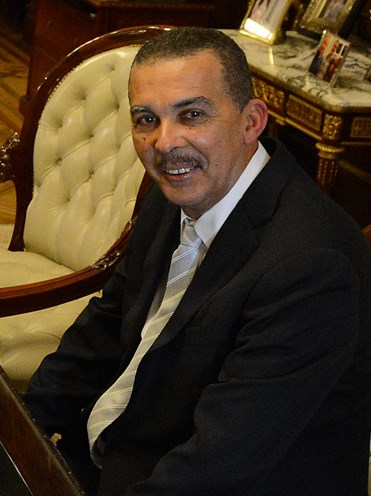
Der parteilose Richter am Obersten Gerichtshof Anthony Carmona fungierte zwischen 2013 und 2018 als sechster Präsident von Trinidad und Tobago

Am 3. März 2012 wurde im Repräsentantenhaus ein Misstrauensantrag gegen Premierministerin Kamla Persad-Bissessar eingebracht, der mit den 29 Stimmen der Regierungskoalition gegen elf Ja-Stimmen der Opposition abgelehnt wurde. Bei einer Kabinettsumbildung am 22. Juni 2012 wurden Winston Dookeran zum neuen Außenminister, Larry Howai zum neuen Finanzminister und Jack Warner zum neuen Minister für nationale Sicherheit ernannt. Howai, der neu ins Kabinett eintrat, wurde am 25. Juni 2012 vereidigt. Bei den Parlamentswahlen auf der autonomen Insel Tobago am 21. Januar 2013 gewann die PNM mit 61 Prozent alle zwölf Sitze im Versammlungshaus (House of Assembly), während die Tobago Organization of the People (TOP) trotz 37 Prozent der abgegebenen Stimmen aufgrund des Mehrheitswahlrechts nicht mehr im Inselparlament vertreten war.
Das Wahlgremium wählte am 15. Februar 2013 den bisherigen Richter am Obersten Gerichtshof Anthony Carmona auf Vorschlag der regierenden UNC ohne Gegenkandidaten zum sechsten Staatspräsidenten, nachdem auch sich auch die PNM für den parteilosen Juristen ausgesprochen hatte. Am 18. März 2013 trat er das Amt als Nachfolger von George Maxwell Richards offiziell an. Am 21. April 2013 trat der Minister für nationale Sicherheit Jack Warner zurück und wurde daraufhin durch Emmanuel George ersetzt. Bereits wenige Monate später übernahm im Rahmen einer Kabinettsumbildung Gary Griffith am 5. September 2013 das Amt als Minister für nationale Sicherheit. Am 2. Februar 2015 übernahm Carl Alfonso im Rahmen einer neuerlichen Regierungsumbildung den Posten als Minister für nationale Sicherheit. Bei Nachwahlen gewannen die oppositionelle PNM im Wahlkreis St Joseph sowie die ebenfalls oppositionelle Independent Liberal Party (ILP) im Wahlkreis Chaguanas West Sitze, die zuvor die regierende People’s Partnership (PP) inne, so dass sich zuletzt die Regierungsmehrheit auf 27 der 41 Sitze im Repräsentantenhaus verringerte.

### Rückkehr der PNM an die Macht bei den Wahlen 2015

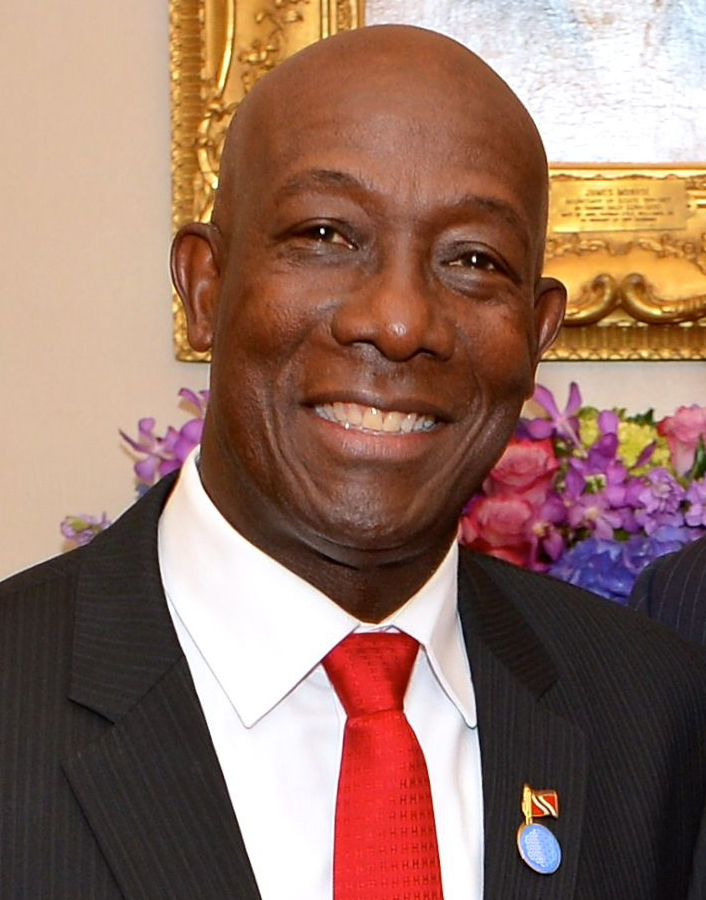
Keith Rowley ist seit 2015 Premierminister von Trinidad und Tobago

Im Wahlkampf zu den Wahlen am 7. September 2015 befassten sich alle großen Parteien mit sozialpolitischen Fragen, Bekämpfung von Korruption und Gewaltkriminalität sowie der Ausweitung der erdölbasierten Wirtschaft des Landes.
Aus den Wahlen errang die bislang oppositionelle People’s National Movement (PNM) unter Keith Rowley mit 378.447 Stimmen (51,68 Prozent) eine absolute Mehrheit und erhielt 23 der 41 Sitze im Repräsentantenhaus. Die zur bislang regierenden People’s Partnership (PP) gehörenden United National Congress (UNC) bekam 290.066 Wählerstimmen (39,61 %) und 17 Sitze und der Congress of the People (COP) 43.991 Stimmen (6,01 %) und stellte fortan einen Abgeordneten. Am 9. September 2015 wurde Rowley als neuer Premierminister vereidigt. Am 11. September 2015 stellte er sein Kabinett vor, dem unter anderem Edmund Dillon als Minister für nationale Sicherheit, Dennis Moses als Außenminister und Colm Imbert als Finanzminister angehören.
Bei den Wahlen auf der autonomen Insel Tobago am 23. Januar 2017 gewann die People’s National Movement (PNM) 53,8 Prozent der Stimmen und stellt fortan zehn der zwölf Mandate im Versammlungshaus (House of Assembly), während die Progressive Democratic Patriots (PDP) mit 30,1 Prozent zwei Abgeordnete stellt. Tobago Forwards verpasst trotz 15,8 Prozent der Wählerstimmen aufgrund des Mehrheitswahlrechts den Einzug ins Parlament. Am 26. Januar 2017 wurde Kelvin Charles als Chefsekretär des House of Assembly vereidigt. Am 19. Januar 2018 wurde die ehemalige Richterin am Appellationsgericht Paula Mae Weekes vom Wahlkollegium als einzige Kandidatin zur Präsidentin von Trinidad und Tobago gewählt. Am 19. März 2018 übernahm sie von Anthony Carmona das Amt und ist damit die erste Frau, die das Amt der Staatspräsidentin bekleidet. Bei einer Kabinettsumbildung am 5. August 2018 wurde Stuart Young zum neuen Minister für nationale Sicherheit ernannt.